# 藤井聡太
藤井 聡太（ふじい そうた、2002年〈平成14年〉7月19日 - ）は、日本の将棋棋士。杉本昌隆八段門下。棋士番号は307。愛知県瀬戸市出身。瀬戸市立效範小学校、名古屋大学教育学部附属中学校卒業。同高校中退。
2016年に史上最年少（14歳2か月）で四段昇段（プロ入り）を果たすと、そのまま無敗で公式戦最多連勝の新記録（29連勝）を樹立した。その後、五段を除く昇段、一般棋戦優勝、タイトル挑戦、獲得、二冠から八冠までのそれぞれの達成、名人獲得など多くの最年少記録を塗り替えた。さらに、史上初の八冠独占、史上初の7年連続の年度勝率8割以上（2017年度から2023年度まで）、タイトル戦番勝負における初登場からの連続獲得で歴代1位の22回、史上初の一般棋戦年度グランドスラム（参加棋戦すべて優勝）など数多くの記録を残している。
デビューからの29連勝などは各メディアが広く取り上げ、この頃から脚光を浴びる様になった。藤井の活躍により将棋ブームが起こり、社会現象的な人気は「藤井フィーバー」とまで呼ばれている。

## プロ入り前の棋歴

### 幼少期
5歳であった2007年の夏、母方の祖父母から将棋の手ほどきを受けた。藤井の祖母は、3人の娘のところに生まれた孫達に囲碁と将棋のルールを順番に教えていた（祖母自身はルールを知る程度）。藤井は瞬く間に将棋のルールを覚え、将棋を指せる祖父が相手をしたが、秋になると、祖父は藤井に歯が立たなくなった。同年の12月には瀬戸市内の将棋教室に入会する。
将棋教室入会時に師範から渡された、500ページ近い厚さの所司和晴『駒落ち定跡』（日本将棋連盟、ISBN 4819702092）を、まだ読み書きができない藤井は符号を頼りに読み進め、1年後には完全に理解・記憶した。将棋教室の文本塾長によると、教室では1回3時間の授業を週3回行っているが、教室に通い出した藤井が週4回の授業を希望したことから、彼のために追加授業をした時期があるという。

### 研修会時代
2010年3月、小学1年生で東海研修会に入会。この研修会では後に師匠になる研修会幹事の杉本昌隆に出会い、小学3年生の時には高田明浩も参加していた。2011年8月、小学3年生で第10回全国小学生倉敷王将戦・低学年の部で優勝。同年10月にはJT将棋日本シリーズ東海大会の低学年の部で優勝する。翌2012年1月開催の第9回小学館学年誌杯争奪全国小学生将棋大会では伊藤匠と対戦している。
研修会の日々について、後年「同世代と切磋琢磨し、定期的にプロから教わることができた。大会などでは難しい感想戦もしっかりでき、そこで成長した部分がかなり大きかった」と振り返っている。2012年6月には研修会B1に昇級し、9月に小学4年生で新進棋士奨励会（以下「奨励会」）に入会（6級）。この時、地元瀬戸市のFMラジオ局の番組『ラジオサンキュー』に出演し、「名人を超えたいです」と語っている。

### 奨励会時代
新幹線で関西奨励会に通い、稲葉聡の家で開催されていた研究会にも参加していた。小学6年生の時に史上最年少で初段となり、史上最年少で二段に昇段する。さらに2015年3月の詰将棋解答選手権で史上最年少優勝を果たし、2019年まで5連覇。奨励会の例会後は高田明浩らと10秒将棋や詰将棋の早解きに取り組んでいたが、詰将棋の問題は藤井の作が多かったという。中学1年生であった2015年10月18日に、史上最年少（13歳2か月）で奨励会三段に昇段する。
なお、2015年度後期の第58回奨励会三段リーグ戦は昇段決定2週間前の10月3日に開幕しており、半年近く足止め状態になってしまう。その間、師匠の杉本昌隆は知り合いに頼んで藤井に実践の機会を作ったという。2016年3月に開催された仲宗根杯関西奨励会トーナメントでは3位に入り、中学2年生で2016年度前期の第59回奨励会三段リーグ戦を迎える。この三段リーグの期間中に、千田翔太の勧めでAIによる研究を始めている。
2016年9月3日の最終局で西山朋佳に勝ち、13勝5敗で三段リーグ1位となる。同年10月1日付・14歳2か月での四段昇段（プロ入り）を決め、最年少棋士記録を62年ぶりに更新した（従来の記録は、1954年8月1日の加藤一二三の14歳7か月）。中学生棋士は、加藤一二三・谷川浩司・羽生善治・渡辺明に続いて史上5人目。三段リーグを1期抜けしたのは、小倉久史・屋敷伸之・川上猛・松尾歩・三枚堂達也に続いて6人目であった。

## プロ棋士としての棋歴

### プロデビューから29連勝
2016年12月24日に行われた第30期竜王戦6組ランキング戦、加藤一二三との対局が、プロデビュー戦となった。両棋士の年齢差は62歳6ヶ月であり、記録に残っているプロ棋士の公式戦では最大年齢差の対局となった。藤井が更新するまで最年少棋士記録を保持していた加藤を110手で破った藤井は、公式戦勝利の史上最年少記録を更新した（14歳5か月）。

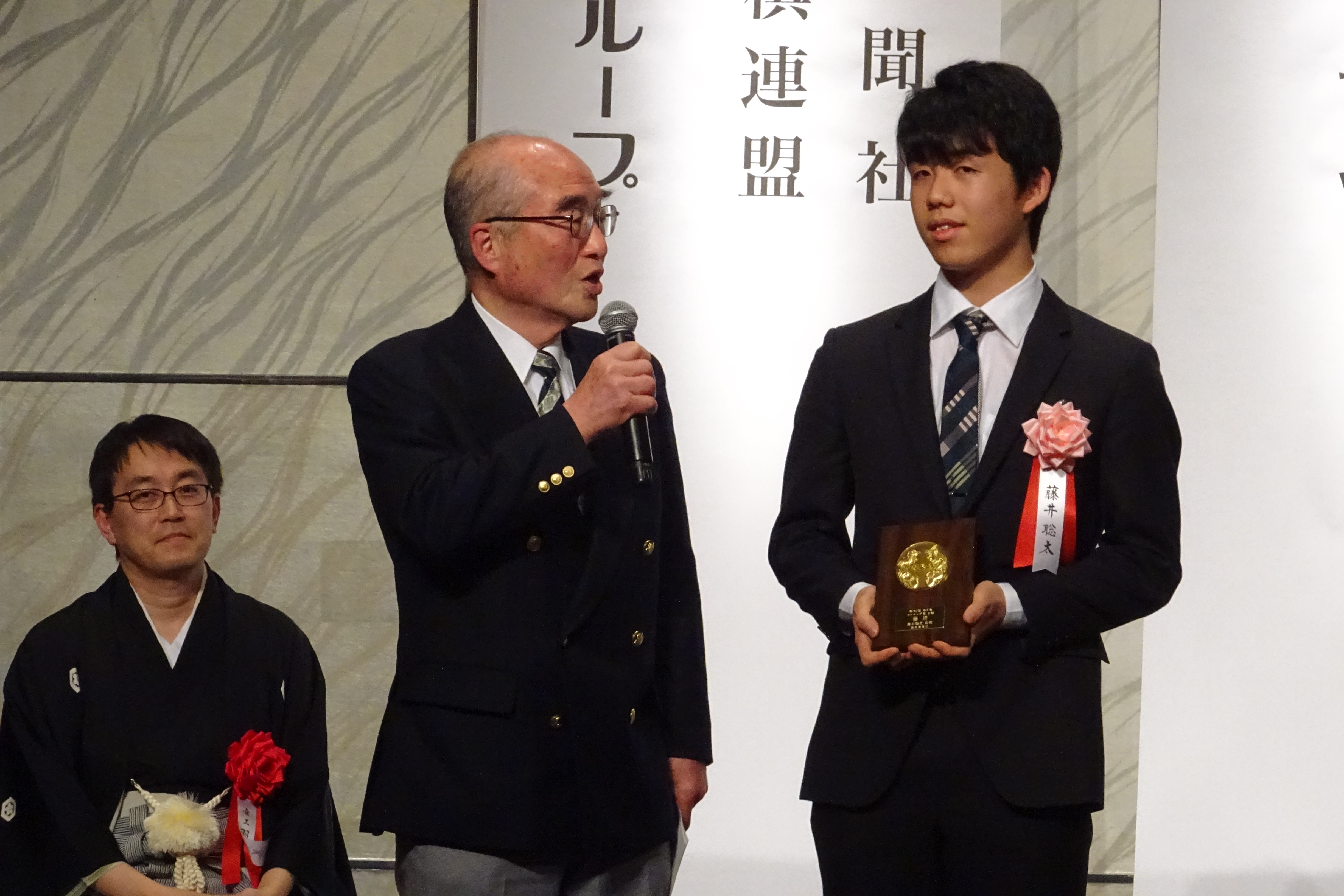
第30期竜王就位式 ランキング戦 6組の優勝盾を受け取る藤井聡太（2018年1月）。左は羽生善治。中央はアナウンサーの島田良夫。

2017年4月4日、王将戦1次予選で小林裕士に勝利し、プロデビューからの連勝記録を更新した（11連勝）。その後も連勝は続き、6月26日に行われた竜王戦本戦1回戦で5組優勝の増田康宏に勝ち、神谷広志が30年近く保持していた28連勝の記録を抜き、デビューから無敗のまま歴代最多連勝記録を更新した（29連勝）（詳細は「藤井聡太#その他記録」参照）。
デビュー戦からの半年にわたる連勝が止まったのは、29連勝の次局である7月2日の竜王戦本戦2回戦で、佐々木勇気を相手にプロデビュー後初の敗北を喫した。藤井の連勝中は各メディアが広く取り上げ、大きな注目を浴びた。その人気は「藤井フィーバー」と呼ばれるほどの社会現象となり、「2017ユーキャン新語・流行語大賞」にも選ばれた。

### 全棋士参加棋戦の最年少優勝（2017年度）
第76期順位戦C級2組では2018年2月1日の9回戦で梶浦宏孝に勝ち、成績を単独1位の9勝0敗として、最終戦（10回戦）を待たずにC級2組1位を確定させ、C級1組への昇級を決め、同日付で五段に昇段した。さらに同年3月15日の10回戦で三枚堂達也に勝ち、10戦全勝での昇級を果たした。C級2組を初参加で全勝したのは藤井が6人目であり、中学生での五段昇段・C級1組昇級は、いずれも藤井が史上初。
第11回朝日杯将棋オープン戦では一次予選・二次予選を勝ち上がって本戦に出場し、2018年1月14日の準々決勝で佐藤天彦名人に勝利した。2月17日午前の準決勝で羽生善治竜王、同日午後の決勝戦で広瀬章人八段（A級在位中）を破り、優勝した。決勝での藤井の93手目4四桂について渡辺明は「18歳羽生竜王の▲52銀に匹敵する語り草になる手」と評した。藤井は「五段昇段後全棋士参加棋戦優勝」の昇段規定により、同日付で六段に昇段した。藤井は、一般棋戦優勝・全棋士参加棋戦優勝の最年少記録を更新、さらに六段昇段の最年少記録も更新した（15歳6か月）。藤井が五段であったのはわずか16日間であり、昇段の速度に『将棋世界』の編集が追い付かないほどであった。藤井の最年少棋士記録更新・最多連勝記録更新・最年少棋戦優勝記録更新などの業績に対し、2月26日に愛知県は愛知県特別表彰を、3月23日に愛知県瀬戸市は瀬戸市民栄誉賞を贈ることを発表した。瀬戸市民栄誉賞は新設されたもので、藤井は受賞第一号となる。
4月2日に発表された第45回将棋大賞（2017年度）では、特別賞・新人賞・最多対局賞（73対局）・最多勝利賞（61勝）・勝率1位賞（.836）・連勝賞（29連勝）・名局賞特別賞（第11回朝日杯将棋オープン戦本戦決勝、対 広瀬章人）を受賞した。将棋大賞選考委員会では羽生と藤井のどちらに最優秀棋士賞を授与するかで意見が分かれたが、羽生が9票、藤井が4票となり、最優秀棋士賞は羽生が受賞し、特別賞（最優秀棋士賞と同等）を藤井が受賞した。連盟で確認できた1967年（昭和42年）度以降に記録4部門を独占したのは内藤國雄（1969年度）、羽生（1988・89・92・2000年度）に次いで3人目。

### 新人王戦優勝、朝日杯連覇（2018年度）
第31期竜王戦では5月18日の5組ランキング戦準決勝で船江恒平を破り、4組への昇級を決めると共に、「竜王ランキング戦連続昇級」の昇段規定により、同日付で七段に昇段し、七段昇段の最年少記録を更新した（15歳9か月）。1年間に3回昇段したのは、現行制度では藤井が唯一の事例である。
第49期新人王戦では2018年10月17日の決勝三番勝負第2局で出口若武三段に勝ち、三番勝負を2勝0敗で優勝した。31年ぶりに新人王の最年少記録を更新したこと、藤井の昇段が早いため新人王戦への最後の出場となったこと、奨励会員との決勝戦であったことなども話題になった。
第12回朝日杯将棋オープン戦では、前年度優勝のため本戦シードで出場し、2019年2月16日午前の準決勝で行方尚史、同日午後の決勝戦で渡辺明棋王を破って優勝し、2連覇を達成。一般棋戦連覇の最年少記録を更新した（16歳6か月）。
第77期順位戦C級1組では、2019年2月5日の対局で近藤誠也に敗れ、3月5日の最終戦を8勝1敗で迎えた。このとき、藤井は8勝1敗の4名の中で順位が最も下であるため、昇級に関しては不利な立場（藤井が勝利し、他の3名のうち2名が敗れると昇級）にあった。藤井は都成竜馬に勝利して最終成績を9勝1敗としたが、他の3名（近藤誠也・杉本昌隆・船江恒平）も全員勝利して9勝1敗の成績で並んだため、藤井は順位の差で昇級を逃した。藤井は師匠の杉本と同時にB級2組への昇級を果たす可能性があり、実現すれば32年ぶりの「師匠と弟子の順位戦同組への同時昇級」となるため注目を集めたが、杉本のみの昇級に終わった。
藤井の2018年度の獲得賞金・対局料ランキングは12位（2031万円）であり、毎年12名しか参加できない2019年度の第40回将棋日本シリーズ・JTプロ公式戦への出場権を初めて獲得した。

### タイトルへの期待、王将リーグ最終戦（2019年度）
最年少記録でのタイトル挑戦への期限が近づく中で、藤井のタイトル戦への注目が集まり最年少記録への条件などについて報道されるようになった。
第32期竜王戦では2019年4月24日の4組ランキング戦準決勝で高見泰地に勝利して3組への昇級が確定し、初参加（第30期）からの3期連続昇級を達成した。続く5月31日の4組ランキング戦決勝で菅井竜也に勝ち、4組優勝。竜王戦ランキング戦における3期連続優勝を果たしたのは、木村一基と永瀬拓矢に続く3人目である。決勝トーナメント準々決勝で豊島将之に敗れたことで、最年少記録でのタイトル挑戦の可能戦があるのは王将戦、叡王戦、そして来年度の棋聖戦のみとなった。その後、叡王戦は8月29日の七段予選2回戦で村山慈明に敗れて挑戦を逃した。
第69期王将戦では初の挑戦者決定リーグ入りを果たした。11月19日の最終局一斉対局を4勝1敗で迎え、同じく4勝1敗の広瀬章人との対局は勝者がタイトル挑戦となる直接対決になった。一時は藤井勝勢となったが、秒読みの中で自玉の詰みを見落し頓死して敗れ、タイトル初挑戦を逸した。史上最年少タイトル挑戦が期待された広瀬戦では対局前から約50人の報道陣が集まり、急きょ代表撮影に切り替えられるなど大いに話題になった。
第78期順位戦C級1組では、開幕から8連勝して迎えた2020年2月4日の9回戦で高野秀行に勝利して成績を9勝0敗とし、最終局を待たずに上位2名の昇級枠に入ることが確定し、B級2組への昇級を決めた。

### 最年少タイトル獲得、二冠（2020年度）
最年少記録でのタイトル挑戦への最後のチャンスであった第91期棋聖戦の決勝トーナメントの対局が新型コロナウイルスの影響により延期となったことで記録の更新が危ぶまれたが、緊急事態宣言が解除されて記録更新が可能なスケジュールが組まれたことで注目を集めた。2020年6月4日の挑戦者決定戦で永瀬拓矢に勝利、6月8日に第1局が行われたため、タイトル挑戦最年少記録を更新した（17歳10か月20日）。渡辺明との五番勝負では、7月16日に行われた第4局で勝利したことにより、3勝1敗でシリーズを制しタイトル獲得最年少記録を更新した（17歳11か月）。藤井のタイトル獲得は複数のテレビ番組で取り上げられたり、新聞の号外が出るなど大きな話題になった。史上最年少でタイトル挑戦・獲得などを受けて、第48回将棋大賞（2020年度）において自身初の最優秀棋士賞を受賞した。
第61期王位戦では、6月23日の挑戦者決定戦で永瀬に勝ち、2度目のタイトル挑戦を決めた。木村一基との七番勝負では、8月19日 - 20日の第4局に勝利し4連勝で王位を獲得。これにより史上最年少（18歳1か月）での王位獲得、タイトル二冠保持と八段への昇段（昇段規定：タイトル2期獲得）を果たした。
第33期竜王戦では、4月3日の3組ランキング戦準決勝で千田翔太を破り、2組昇級を確定させた。続く6月20日の3組ランキング戦決勝で師匠の杉本昌隆に勝ち、3組優勝。史上初の竜王戦ランキング戦で4期連続優勝を達成した。2021年3月23日、第34期竜王戦2組ランキング戦準決勝で松尾歩に勝利し、1組への昇級および決勝トーナメント進出が決定した。竜王戦ランキング戦を最短の5期で1組までストレート昇級したのは史上5例目となった。
第28期銀河戦では12月12日放送の決勝にて糸谷哲郎八段を破り、3回目の出場で初優勝。同棋戦で最年少記録を更新した。
第14回朝日杯将棋オープン戦では、2021年1月17日午後の準々決勝で豊島将之竜王に公式戦7度目の対戦で初勝利。続く2月11日午前の準決勝で渡辺明名人、同日午後の決勝で三浦弘行九段を破り、同棋戦で2年ぶり3度目の優勝を果たした。
第79期順位戦B級2組では、開幕から8連勝して迎えた2021年2月9日の10回戦で窪田義行に勝利して成績を9勝0敗とし、最終局を待たずに上位3名の昇級枠に入ることが確定し、B級1組への昇級を決めた。3月10日に行われた順位戦B級2組11回戦で中村太地に勝利し、史上2人目の2期連続順位戦全勝と、史上初の4回目・4年連続の年度勝率8割以上を確定させた。

### 棋士の序列１位に、五冠達成（2021年度）
初めてのタイトル防衛戦となった第92期棋聖戦における渡辺明との五番勝負では、2021年7月3日に行われた第3局で勝利して、3勝0敗でシリーズを制した。これにより、共に史上最年少記録となる18歳11か月でのタイトル防衛と九段昇段（昇段規定：タイトル3期獲得）を決めた。第62期王位戦での豊島将之との七番勝負では、8月24日 - 25日の第5局に勝利し4勝1敗で王位を史上最年少となる19歳1か月で防衛した。
第6期叡王戦は八段予選を勝ち抜き、決勝トーナメントでも前叡王の永瀬拓矢、挑戦者決定戦で斎藤慎太郎を破り、豊島将之叡王の挑戦者となる。藤井自身のタイトル防衛戦となる棋聖戦・王位戦と合わせ、同一棋士が同時進行で3つのタイトル戦番勝負に登場するのは異例のことであり、1977年度と1978年度に十段戦・棋聖戦・王将戦の番勝負に登場した中原誠以来となる。第6期叡王戦での豊島将之との五番勝負では、9月13日の第5局に勝利し3勝2敗で叡王獲得。これにより、史上最年少記録となる19歳1か月でのタイトル三冠を達成した。
第34期竜王戦では4月16日の2組ランキング戦決勝で八代弥に勝利し、史上初の5期連続ランキング戦優勝を果たした。決勝トーナメントでは山崎隆之、八代弥を破り、挑戦者決定戦まで駒を進めた。挑戦者決定戦では永瀬拓矢と対局し、8月12日の第1局、8月30日の第2局と連勝。これにより豊島将之竜王への挑戦権を得た。第34期竜王戦での豊島将之との七番勝負では、11月12日・13日の第4局に勝利し4勝0敗で竜王を奪取した。これにより最年少四冠の記録を更新、棋士の序列1位となった。また、史上初の竜王戦ランキング戦から無敗で竜王獲得も達成した。序列1位となったことで「藤井時代」の到来とも言われて話題になった。
第71期王将戦は前期での挑戦者決定リーグからの陥落で2次予選からの参加となるも予選を勝ち抜き挑戦者決定リーグに復帰した。5戦目の近藤誠也七段戦に勝利して5勝0敗とし、この時点で他に1敗以下の棋士がいなかったことから渡辺明王将への挑戦権を獲得することが確定した。史上初のタイトル四冠対三冠となる第71期王将戦での渡辺明との七番勝負では、2月11日・12日の第4局に勝利し4勝0敗で史上最年少の王将となった。これにより、最年少五冠の記録も更新した。
3月9日に行われた第80期順位戦B級1組13回戦では佐々木勇気に勝利し、10勝2敗の成績でA級昇級を決めた。また、自身が持つ記録を更新する通算5回目・5年連続の年度勝率8割以上を確定させた。

### 六冠達成、公式棋戦年度最多制覇（2022年度）
第7期叡王戦では出口若武を挑戦者に迎え、藤井にとって後輩棋士との初めてのタイトル戦となった。五番勝負では、5月24日に行われた第3局で勝利し、3勝0敗として叡王戦史上初となるタイトル防衛を果たした。
第93期棋聖戦における永瀬拓矢との五番勝負では、7月17日に行われた第4局で勝利して、3勝1敗でシリーズを制した。続けて行われた、第63期王位戦での豊島将之九段との七番勝負では、9月5日・6日の第5局に勝利し4勝1敗で王位を防衛。棋聖戦とともに3連覇を果たした。
10月7日より始まった第35期竜王戦7番勝負では挑戦者に広瀬章人を迎えて行われ、第1局、第5局こそ落としたものの、12月2、3日に行われた第6局にて113手までで藤井が勝ち、シリーズ4勝2敗で竜王初防衛を史上最年少で果たした。
第72期王将戦では羽生善治九段を挑戦者として迎え、将棋界のスター同士の七番勝負での対決が実現したことで大いに注目を集めた。第2局、第4局こそ落としたものの、2023年3月12日・13日に行われた第6局にて88手までで藤井が勝ち、シリーズ4勝2敗で王将初防衛を史上最年少で果たした。
2023年3月2日に行われた第81期順位戦A級9回戦では稲葉陽に勝利し、7勝2敗の成績で名人挑戦プレーオフ進出を決めた。8日の名人挑戦プレーオフでは広瀬章人に勝利し、名人挑戦を決めた。
第48期棋王戦における渡辺明棋王との五番勝負では、3月19日に行われた第4局で勝利して3勝1敗でシリーズを制し、自身初の棋王のタイトルを獲得した。これにより、20歳8か月での史上最年少かつ羽生善治以来2人目となる六冠と、史上最多となる同一年度公式棋戦10大会制覇を達成した。これが2022年度最後の対局となり、デビューからの6年連続勝率8割以上を達成した。
2022年度はまだ挑戦権を獲得できない名人戦を除く参加可能な七タイトル戦で六冠獲得。順位戦では2023年度の名人挑戦権獲得。

#### 一般棋戦グランドスラム
2022年4月に行われた王将就位式後の記者会見時に、2021年度はタイトル戦で五冠と躍進したものの一般棋戦の優勝が無かったことから、「早指し棋戦では思わしい結果を残せていないので、そこも課題ととらえて取り組んでいきたい」との目標を掲げた。
第43回将棋日本シリーズでは、羽生善治九段、稲葉陽八段、斎藤慎太郎八段に勝利し、初優勝を果たした。同棋戦の史上最年少優勝記録を更新したほか、こども大会とプロ公式戦の両方を優勝した初の棋士となった。
第30期銀河戦では本戦トーナメントで高見泰地七段に、決勝トーナメントで中村修九段、永瀬拓矢王座、豊島将之九段、そして12月27日放送の決勝にて再び高見七段に勝利し、2年ぶり2度目の優勝を果たした。
第16回朝日杯将棋オープン戦では、1回戦で阿久津主税八段、2回戦で増田康宏六段に勝利し、4強入り。2023年2月23日午前の準決勝で豊島将之九段、同日午後の決勝で渡辺明名人に勝利し、同棋戦で2年ぶり4度目の優勝を果たした。
第72回NHK杯テレビ将棋トーナメントでは3月19日放送の決勝戦で佐々木勇気七段に勝利し、初優勝を果たした。これにより、参加可能な一般棋戦で史上初の年度グランドスラムを達成した。さらに先手番での新記録となる29連勝を記録した。

### 最年少名人、史上初の八冠全冠制覇（2023年度）

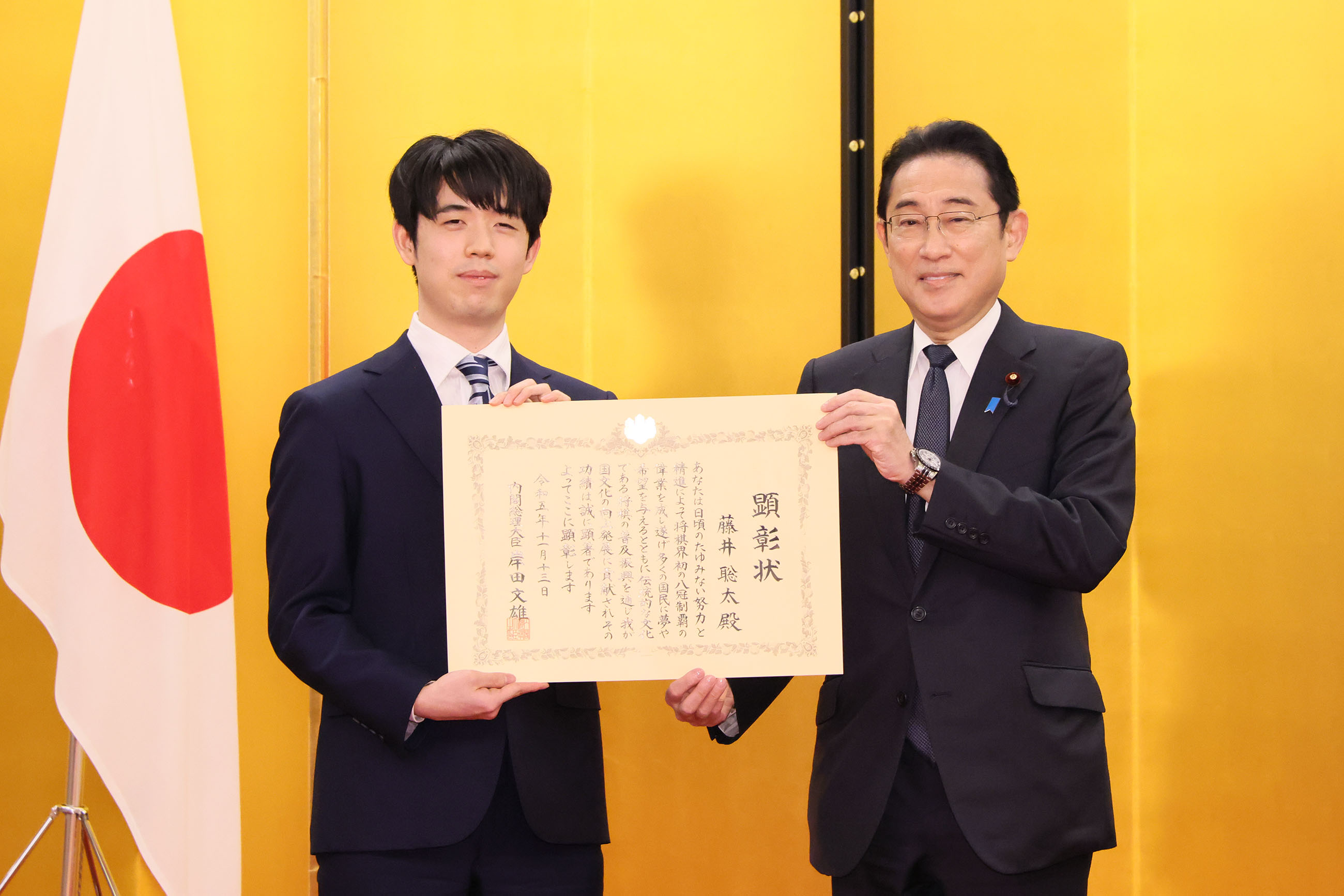
内閣総理大臣顕彰の顕彰状を受け取る藤井聡太（2023年11月）。右は内閣総理大臣の岸田文雄。

2023年度は前年度挑戦を決めた第81期名人戦と第8期叡王戦の防衛戦のダブルタイトル戦で幕を開けた。菅井竜也を挑戦者に迎えた叡王戦は5月28日の第4局で二度の千日手指し直しの末に勝利しシリーズ3勝1敗で防衛、続けて、5月31日から翌6月1日にかけての名人戦第5局でも渡辺明に勝利してシリーズ4勝1敗で自身初の名人位を獲得した。これにより、史上5人目の竜王・名人、谷川浩司の21歳2か月を更新する20歳10か月の最年少名人、1995年の羽生善治以来となる2人目の七冠を達成した。
第94期棋聖戦五番勝負と第64期王位戦七番勝負はともに佐々木大地の挑戦を受けた。棋聖戦は7月18日の第4局に勝利してシリーズ3勝1敗、王位戦は8月23日の第5局に勝利してシリーズ4勝1敗でそれぞれ防衛するとともに、永世棋聖・永世王位の資格取得まであと1期とした。また、登場タイトル戦における連続獲得期数を17に伸ばし、羽生善治の15期を超えて単独歴代2位となった。
これまで唯一番勝負はおろか決勝にすら進めていなかった王座戦では、第71期の挑戦者決定戦で豊島将之を破り自身初の王座戦五番勝負進出を決め、史上初の八冠全冠制覇を賭け、5期連続獲得による名誉王座資格取得の懸かる永瀬拓矢に挑むこととなった。内容では永瀬に押されつつも逆転勝利を重ね、10月11日の第4局の勝利によりシリーズ3勝1敗とし、史上初の八冠全冠制覇を達成した。これを受け、11月13日に「将棋界初の八冠制覇を達成された功」に対する内閣総理大臣顕彰が授与された。将棋界における同顕彰の授与としては羽生善治に続く2人目となった。
第36期竜王戦は伊藤匠を挑戦者に迎え、藤井にとって自身より年少の棋士との初めてのタイトル戦となった。また、開幕局時点で藤井、伊藤の年齢合計は41歳で史上最年少となった。さらに、いずれも2002年生まれの同学年であり、タイトル保持者と挑戦者の両者が21世紀生まれであるタイトル戦は将棋界史上初となる。七番勝負は11月10日・11日の第4局に勝利してシリーズ4勝0敗とし竜王防衛。
第44回将棋日本シリーズでは菅井竜也八段、永瀬拓矢九段、糸谷哲郎八段を破り2年連続2度目の優勝を果たした。
第73期王将戦では菅井竜也を挑戦者に迎え、第8期叡王戦以来の再戦となった。七番勝負はシリーズ4勝0敗で王将防衛。登場タイトル戦獲得記録を連続20期とし、大山康晴の連続19期を上回り記録を更新した（全タイトル戦獲得記録では連続10期）。
第49期棋王戦では伊藤匠を挑戦者に迎え、第36期竜王戦以来の再戦となった。五番勝負の第1局では、タイトル戦としては第5期叡王戦第3局以来、藤井個人としては公式戦初の持将棋が成立となった。
3月17日の棋王戦第4局と同日放映された 第73回NHK杯テレビ将棋トーナメント 決勝の佐々木勇気八段戦の両方に勝利すれば47勝7敗で中原誠を上回る年度勝率1位（0.870）となっていたが、棋王戦では勝利したもののNHK杯で敗れ、史上2位（0.852）の記録で終えた。

### 名人初防衛・タイトル初失冠・永世称号獲得（2024年度）
第82期名人戦は豊島将之を挑戦者に迎え、5月26、27日に行われた第5局にて99手までで藤井が勝ち、シリーズ4勝1敗で名人初防衛を史上最年少で果たした。
第9期叡王戦は伊藤匠を挑戦者に迎え、6月20日の第5局にて156手で敗れた。シリーズ対戦成績2勝3敗で初めてタイトル戦敗退を喫し八冠から陥落。登場タイトル戦連続獲得記録は22期（全タイトル戦連続獲得記録では12期）でストップした。2023年10月11日に王座戦を制して以降全八冠の保持日数は254日であった。
叡王戦以外ではタイトル防衛が続いた。7月1日に第95期棋聖戦五番勝負第3局で勝利し、3勝0敗のストレートで棋聖戦5連覇を果たした。これにより棋聖のタイトル獲得期数を通算5期として「永世棋聖」資格を獲得、歴代の永世称号獲得者として史上最年少（21歳11か月）記録を51年ぶりに更新した。8月28日には第65期王位戦7番勝負第5局にて97手で勝利して4勝1敗とし、シリーズ制覇。連続5期により永世王位の資格を獲得すると同時に、7月獲得の棋聖と合わせて永世2冠に輝いた。いずれも羽生善治の史上最年少記録を更新した。
2025年2月10日、第74回NHK杯戦決勝（3月16日放映）で郷田真隆を破り優勝し、公式戦通算400勝（400勝81敗、勝率0.832）を史上最年少（22歳6か月）・プロ入りからの日数では歴代2位の記録（8年4か月）で達成した。
叡王を失冠して以降は防衛戦に連勝して七冠を維持していたが、第10期叡王戦では本戦トーナメント準決勝で糸谷哲郎に敗れたため伊藤匠への挑戦及び八冠への返り咲きの可能性が消滅した。第35期竜王戦から続いたタイトル戦連続登場記録も19棋戦連続（第50期棋王戦まで）で連続記録中断となった。
2025年3月8日・9日に行われた第74期王将戦七番勝負第5局で永瀬拓矢に120手で勝利し、シリーズ通算4勝1敗で防衛し4連覇を達成した。この結果、タイトル通算獲得数は28期となり、谷川浩司を抜き歴代単独5位となった。
2024年度の成績は40勝12敗で勝率が0.769となり、プロ入り以来7年連続で達成していた年間勝率8割超えの記録が途絶えた。

## 非公式棋戦での戦績

### 藤井聡太四段 炎の七番勝負
2017年3月から4月にかけてAbemaTV 将棋チャンネルで配信された非公式戦「藤井聡太四段 炎の七番勝負 - New Generation Story - 」では、増田康宏（2016年新人王）、永瀬拓矢（2016年棋聖戦挑戦者）、斎藤慎太郎（2016年度勝率1位）、中村太地（2012年棋聖戦・2013年王座戦挑戦者）、深浦康市（A級在位中）、佐藤康光（A級在位中・将棋連盟会長）、羽生善治（タイトル三冠保持中・A級在位中）といった、後のタイトル保持者およびレジェンド軍団と対戦した。共同通信社の観戦記者である津江章二はこの企画を知った時に、若手強豪からトップ棋士までが揃う藤井の対戦相手があまりに強すぎ、新人棋士を起用して何と無謀な企画を立てるものかと驚愕し、藤井が2勝できれば上出来、藤井の全敗でも仕方ないと予想した。しかし、藤井は永瀬に1敗したのみの6勝1敗でこの企画を終えた。特に4月23日放送（収録日は2月18日）の羽生戦での勝利は、非公式戦にもかかわらず主催社（AbemaTV）以外のマスコミでも広く報道された。羽生は「今の藤井さんはかなり完成されているというか、しっかりしているので、私がプロに成り立ての時と全く違うところだと思います」と、同じく中学生でプロ入りした当時の自分と比較して評価した。

### ABEMAトーナメント
2018年の第1回AbemaTVトーナメントの決勝三番勝負（9月9日にAbemaTV 将棋チャンネルで配信）で佐々木勇気を2勝1敗で下して優勝した。翌年の第2回AbemaTVトーナメントの決勝三番勝負（7月21日にAbemaTV 将棋チャンネルで配信）で糸谷哲郎を2勝1敗で下し2連覇を達成した。
1チーム3名による団体戦となった第3回AbemaTVトーナメントでは、永瀬拓矢・増田康宏と共にチーム永瀬に所属。2020年8月22日に行われたチーム渡辺（渡辺明・近藤誠也・石井健太郎）との本戦トーナメント決勝ではチーム永瀬が5連勝し優勝。藤井個人としては3連覇を達成した。
第4回ABEMAトーナメントではチームリーダーとなり、伊藤匠・高見泰地を指名。2021年9月18日に行われたチーム木村（木村一基・佐々木勇気・池永天志）との本戦トーナメント決勝では、藤井個人であげた3連勝を含む5勝3敗で優勝。藤井個人として4連覇を達成した。
第5回ABEMAトーナメントでは森内俊之・藤井猛を指名。予選Eリーグでチーム渡辺（渡辺明・近藤誠也・渡辺和史）とエントリーチーム（折田翔吾・冨田誠也・黒田尭之）に敗れ、初の予選敗退となり、藤井個人としての5連覇とならなかった。

### 新銀河戦
第1期新銀河戦では、2022年12月27日放送の決勝三番勝負にて久保利明九段に2連勝し優勝した。

## 詰将棋

### 解答
藤井は詰将棋でも早くから頭角を現している。多数のプロ棋士や奨励会員が参加する詰将棋解答選手権チャンピオン戦には2011年の第8回（大阪会場）に8歳で初参加し、23人中13位の成績を残した。5回目の出場となった2015年の第12回（小学6年生、12歳）では、全問正解で史上最年少優勝を記録した。
プロのトップ棋士も参加する大会で小学生が全問正解で優勝したため、この優勝を「藤井が初めて将棋界に強烈なインパクトを与えた出来事」とする声もある。この報に接した時の衝撃について、森下卓は「6年生で詰将棋選手権優勝は……とても現実とは思えないですね」と語り、共同通信社の観戦記者である津江章二は「その話を聞いた時、心臓が止まるかと思いましたから」と語っている。
その後、2019年の第16回終了時点で5連覇を続けた。5連覇は歴代1位。優勝回数6回は宮田敦史と並ぶ歴代1位タイ
の記録。2017年7月16日、全日本詰将棋連盟は歴代1位タイ記録（当時）となる3連覇を果たした藤井と宮田敦史の両名に門脇芳雄賞を贈った。
プロ入り後に藤井は「自分の詰将棋の解答能力は12、13歳の頃がピークでした。最近は以前ほど詰将棋を解いていません。」と述べている。

### 創作
藤井は詰将棋作家としても評価されている。2012年に、将棋世界詰将棋サロンに投稿して2回目の入選作となった作品が谷川賞を受賞した。大崎善生（作家、『将棋世界』元・編集長）は「わずか9歳での受賞というのにも驚く。奇跡としかいいようがない。」と語った。
2013年には『詰将棋パラダイス』での初入選作（2013年8月号短大）が看寿賞の候補作となった。詰将棋作家として著名な浦野真彦は、当時小学6年生の藤井を「信頼している詰将棋作家の作品はできる限り解くようにしている。藤井聡太くんもその一人。彼は作家としても一流。」と評した。
奨励会員時代に谷川浩司から、藤井の師匠の杉本を通じて「詰将棋創作は控えた方が良い」と助言があり、杉本の判断で2014年頃から詰将棋創作を封印して奨励会に集中したという。詰将棋作家として著名な伊藤果は、詰将棋作家としての藤井を高く評価しているが、「タイトルを獲るくらいまで、詰将棋創作は控えた方が良い」という旨を、藤井の師匠の杉本に話したと述べている。2017年、藤井は「対局で多忙なので、詰将棋の創作は控えている」という旨を、観戦記者の保坂勝吾に述べた。

## 棋風
居飛車党。長考派で持ち時間の長い順位戦や二日制タイトル戦で特に勝率が高いが、限られた時間の中でも幼少期より詰将棋で培われた正確な終盤力には定評がある。序盤の深い研究、中盤の形勢判断能力、終盤の切れ味、一気の攻めと、丁寧な受けの技術が備わっており、弱点が無く、偏った棋風がなく満遍なく強いと評されている。
2021年には「（対局中）考える上で、読みと形勢判断以外のものは基本的にいらない」と言及しており、勝負に強い影響を与えるとされてきた「経験」や「勝負勘」といった要素に依存しない考えを明かしていた。一方で、2025年には後手番での苦戦を受けて、実戦では最善を突き詰めるだけでなく「変化することが求められる部分もある」という考えに変わったと述べている。

### 戦法
主力戦法は、先手では2016年の奨励会三段リーグの途中まで矢倉であったが、三段リーグの途中からは角換わりも指すようになり、角や桂馬の使い方が上手く、特徴があると評されている。2020年度は矢倉、2021年以降は相掛かり、2022年中盤以降は再び角換わりを多用しているように、時期によって採用する戦法に偏りがある。相掛かりを採用した先手番で勝率は9割以上であったため戦法の変更には棋士の間で疑問の声も上がったが、藤井はその時々で関心を寄せている戦法を採用しているという見解もある。
後手ではプロ入りからしばらくは横歩取りや雁木を採用せずに相手に委ねて得意戦法を受けて立っていたが、第81期名人戦第3局で角換わりを拒否して雁木に組んだり、第49期棋王戦第4局では豊島流村田システムを採用して角換わりの誘導を拒むという選択肢も見せた。プロ入りから8年間はすべての対局で2手目に8四歩を指していたが、第75期王将戦第5局では9年目にして初めて2手目に3四歩を指し、雁木に組んだ。
棋士は相手の研究を外すために複数の戦法を使い分けることが多く、藤井のように時期によって戦法や指し手を固定するのは珍しいとされている。囲いに関しては「好きな囲いはあまりない」「相手の形に合わせてどう囲おうか考えている」と語っている。

### 将棋ソフトを用いた研究
藤井が将棋ソフトを研究に用いるようになったきっかけは、三段時代の2016年5月に千田翔太から勧められたことであり、千田からは将棋ソフトのインストールの方法も教わった。将棋ソフトによる研究の影響で三段時代に矢倉から切り替えて角換わりの採用が増えたとも言われている。また、揺らぎやすい戦いを好まない藤井はデビュー以降先手番で相掛かりを選択してこなかったが、2020年秋に藤井が研究に導入した新しい価値観を持つとされるディープラーニング系の将棋ソフト「dlshogi」の影響で、2021年2月から2022年5月までは相掛かりの採用が増えていた。
2020年にはCPUで動かすNNUE系の将棋ソフト「水匠」を利用していることを明かしている。その後、2020年度の王将リーグが終わった頃に、プロ棋士の中でもいち早くGPUで動かすディープラーニング系の将棋ソフト「dlshogi」を導入した。2021年には、藤井は「dlshogi」が従来のCPUで動かす将棋ソフトと比較して序盤に優位性があると認識しているが、終盤は「水匠」の方が正確な場合が多いとも評している。「dlshogi」を研究に導入してから、ディープラーニング系の将棋ソフトに特徴的な手が見られるようになったと指摘する声もある。
2021年のインタビューでは、将棋の勉強法として棋譜並べや詰将棋といった通常の方法のほか、将棋ソフト開発に利用される互角局面集を使って中盤の互角の局面から将棋ソフトと対局し、中盤の判断力を改善していると語っている。将棋ソフトを用いて序盤以外の局面で自分の評価軸をただすという使い方について、将棋ソフト「水匠」の開発者である杉村達也は「とても珍しい使い方で、ほかにあまり聞いたことがありません」と述べている。

### 藤井曲線
ネット中継などでは一手ごとに将棋ソフトが局面の形勢判断から算出した勝率が表示されることがあるが、藤井の完勝譜の形勢推移のグラフでは、一度もリードを譲らずに勝率が上昇していくなめらかな曲線を描くことが多い。このようなグラフは大きなミスをせず微差を積み重ねていく藤井の棋風を示すもので「藤井曲線」と呼ばれるようになり、2021年からメディアに取り上げられるようになった。このように大きなミスをせず微差を積み重ねていくことから、対局相手が敗戦後のインタビューで「気がついたら悪くなっていた」「どこで形勢を損ねたかわからない」と口にすることも多い。

### 独自の思考法
プロ棋士は通常、対局中に手を読む際は脳内に将棋盤を思い浮かべ駒を動かして思考するが、藤井は脳内将棋盤を使わず符号が浮かんでくると語り、プロ棋士からも驚きの声が上がった。また、短手数の詰将棋は見た瞬間に解けることがあると述べており、「意識的な思考を始める前に、バックグラウンドというのか、そこで既に読んでいて、ひらめきにつながるのかなと」と語っている。
藤井が感想戦や大盤解説会で符号をものすごい速度で読み上げる場面は「高速詠唱」と呼ばれ、ファンから人気となっている。

### 棋士からの評価
羽生善治は、2017年1月4日、藤井の29連勝が話題になる前、谷川浩司とのトークショーで「元々名をはせたのは詰将棋だが、順調に成長している。最短コースで寄せ切る（詰ませる）のは谷川先生の"光速の寄せ"に似ている。」と評した。また、藤井の29連勝が注目を浴びていた2017年6月15日にも、羽生は、藤井の将棋は「光速の寄せ」を思わせるとコメントした。
増田康宏は、2018年のインタビューにて、藤井の序盤力について「研究してるからではなく、その場で考えてうまく指しているので、それはなかなかマネできないですね。」と語った。
渡辺明は、2019年2月16日の藤井との初対局で敗れた直後に「読みが深く、序盤の理解も優れており、（現時点では）弱点を見つけることができない」という趣旨をブログで述べた。さらに「藤井の棋風は谷川に似た終盤型であり、序盤型の棋士が増えている現状を考えると、藤井のような終盤型の棋士は貴重になっていくかもしれない」という趣旨を、インタビューで述べた。渡辺はその後第91期棋聖戦五番勝負で藤井と対局し、第1局の藤井について「谷川先生のような勝ち方」とした上で、第2局について「中盤で（中略）地味な手で決定的な優位を築く（中略）羽生さんのような勝ち方」と評し「どんな展開でも勝ち切れる」と述べた。
谷川浩司は、「プロになった頃の藤井さんは、詰将棋で鍛えた終盤力による"苦しみながらの逆転勝ち"が多かった。しかし最近（2021年10月現在）の勝ち方は、序盤の精度が高くなっていることや局面の急所を捉える直感（"ひらめき"）に磨きがかかったことで勝ち方が変わってきた」と評している。また、藤井聡太の棋士としての最大の強みは、長い時間集中して考えられることとしている。集中力と考える力が優れているプロ棋士たちの中でも藤井はずば抜けており、対局の時は一日集中力を切らさずに考え続けることができると評している。
永瀬拓矢は、2022年1月のインタビューで、藤井のどこが強いと思うかと問われ「終盤力。それからとんでもなく負けず嫌いなところですね」と語った。また、藤井の強さの根源が才能なのか、努力によるものなのかについて「私は藤井さんが強くなる過程を見てきたので、努力だと思います。もちろん才能もすごいですよ。例えば私が『努力9、才能1』だとしたら、藤井さんは『努力10、才能10』です」と述べた。

### 他の棋士からの影響
「憧れの（プロ棋士の）先生はいないんです。いい部分を勉強するというか。」と語るとともに、谷川浩司の『光速の寄せ』は「小さな頃からの憧れ」であったという。奨励会時代は大山康晴の『大山康晴全集 第1巻 五冠王まで』で勉強しており、後に「大山先生は駒の配置が非常に巧みで（自陣を）堅くするよりもバランスの良い陣形で相手の攻めに対応する。今から見ていても先見性を感じるところはあります」と語っている。デビュー後に羽生善治について尋ねられた際には、「遠い存在として憧れていただけ」であったが「憧れから抜け出さないといけない」と語っている。
永瀬拓矢は、デビュー間もない時期から藤井とVS（一対一の研究会）を定期的に行っている唯一の相手である。頻度は月に一、二度で、藤井が東京に出向くこともあれば、永瀬が愛知まで出向き師匠の杉本の実家で指すこともある。両者がタイトル戦で激突する期間こそ休止するものの、番勝負決着後は練習対局を再開している。永瀬は藤井の才に驕らず謙虚な姿勢に感銘を抱いている一方で、藤井の方もまた「練習量は絶対に裏切らない」という永瀬の信念に深く共感しており、タイトルを争う間柄ながら互いに認め合う仲である。技術面では藤井は永瀬の受けを高く評価し、練習将棋を通じて吸収できた部分もあるとしている。
トップ棋士がタイトル戦で様々な戦型で立ち向かって来ながらも藤井が時間をかけて課題を克服しようとすることから、谷川浩司は「寄ってたかってみんなで藤井さんを強くしている」と指摘した。藤井は羽生善治との第72期王将戦において毎局違う戦型で挑まれており、勝又清和は第81期名人戦における藤井の手を第72期王将戦における羽生の手と比較し、羽生の「最善手を指すのが難しい局面にして手を渡す」ことや「緩急をつけて局面のスピードをコントロールする」ことを藤井が習得したのではないかと分析している。

## 人物

### 学歴
藤井は三段リーグの都合を考慮し、高校受験を避けられる中高一貫校の受験を選択する。決断が小学6年生の12月と遅かったが、塾に行かずに名古屋大学教育学部附属中学校に合格する。中学2年で棋士となったが、義務教育最後の年度である2017年度の活躍により藤井の日程は過密となった。藤井は高校に進学するか否かを悩み、世間も藤井の決断に注目した。2017年10月25日、藤井が名古屋大学教育学部附属高等学校への内部進学を決断したことが日本将棋連盟から発表された。
高校3年に進級すると、新型コロナウイルスによる緊急事態宣言の影響により、4月11日から5月末までの長距離移動を含む公式戦の対局は延期となり、6月1日から対局が再開された。新型コロナウイルス感染拡大による休校明けと、対局再開後の過密日程が重なったことに加え、相継いで殺害予告を受け警備が付いたことから通学出来なくなり、出席日数不足により卒業条件をクリアするのが不可能な状況になる。2021年1月末に藤井は高校を自主退学し、同年2月16日に連盟が発表した。
中学・高校の同級生に囲碁棋士の加藤優希がいる。

### 読書・藤井語録
読書家で、文学作品のほか新聞も良く読む。培われた語彙力・文章力により、デビュー当時には終局後のコメントで「望外」「僥倖」などの中学生離れした言葉を使うことが話題になったり、自戦記を『将棋世界』の編集長に評価されるなどした。

### 趣味・嗜好
鉄道好きとして知られ、タイトル戦などでの地方への移動で新幹線や直行便の飛行機の代わりに在来線特急を利用したり、息抜きとしてトレインシミュレーターをプレイしているという。叡王防衛を決めた第8期叡王戦五番勝負第4局の翌日の2023年5月29日には、岩手県出身の小山怜央と共に三陸鉄道の宮古駅で一日駅長を務めた。藤井の要望により実現した訪問で、車両基地の見学や車両の運転も体験した。2024年に母校の小学校を訪れた際には、「生まれ変わるなら何になりたいか」と問われ、「電車運転士に」と答えた。また、彼の地元を走る名鉄瀬戸線では4000系電車で「将棋とれいん」を運行したことがある。式典に藤井本人も出席した。
好きな食べ物としてラーメンや味噌煮込みうどんなどの麺類を挙げている。藤井が対局中に食べる食事も頻繁に話題になり、デビュー当時には勝負飯は麺類が多いと言われたり、2021年のタイトル戦でカレーを多く注文したことも注目された。藤井によると対局中にオーダーする出前についてはランダムに近いが、胃もたれしないうどん類は有力だと述べていたり、手早く食べられるためカレーを注文することが多いとも述べている。から揚げを勝負飯にすることもあり、2019年、2022年のベストカラアゲニスト（棋士部門）にも選出されている。
嫌いな食べ物としてキノコを挙げており、対局中にオーダーする料理からは抜いてもらうように注文している。2021年末から克服する意欲を示しており、2023年1月にはマイタケの天ぷらを食べられるようになったと語っている。
好きなミュージシャンにはスピッツを挙げている。

### 運動
陸上競技も得意で、14歳（2017年）時点で50メートル競走の自己最速記録は6秒8であった。同級生からは「足が速くて運動神経がいい」と評判だった。アンケート回答による体格は169cm、58kg（2017年時点）。
2020年東京オリンピック（2021年夏開催）の聖火リレーでは藤井が走者として愛知県内の出発地である瀬戸市内を約200メートル担当する予定であったが、2021年2月、「五輪が延期となり先の見通しが立たない」ことを理由として走者を辞退した。

## 将棋関連のエピソード

### 幼少期の負けず嫌い
負けず嫌いな性格で、幼い頃は負けるたびに号泣して周囲の目を惹いた。将棋教室の文本塾長によると、子供の頃は対局で負けるとシクシクとよく泣いていたが、ひとしきり泣いたら負けを引きずることなく笑顔に戻る子だった。普段から泣き虫だったわけではなく、藤井が泣くのはいつも将棋で負けた時だったという。また、藤井は子供ながらに当時から記憶力、集中力、思考力に秀でており、将棋の定跡を次々に覚え、詰将棋を解くのもすごく速かった。加えて文本は、藤井がもう一つ人より抜きんでていたのは負けん気の強さとしている。「負けん気の強さがずば抜けていたからこそ負けた時の悔しさをバネにして、その後将棋の腕を磨いて強くなったのでしょう」と評している。
小学2年の頃、2010年の将棋の日イベントで憧憬を抱いていた谷川浩司に、二枚落ちで指導対局を受けた。谷川の玉が入玉模様となり、谷川の勝勢となったため、谷川は引き分けを提案した。すると藤井は猛烈に泣き始めて将棋盤から離れなくなってしまい、居合わせた杉本昌隆が対応したが、最終的には母親が抱き抱えてその場から引き離した。杉本によれば対局で敗れると同様の光景が繰り返され、「尋常ではない勝負への執着」に驚いたと述べている。8年後の2018年、既にプロ七段になっていた藤井は、この時の心境について「子ども心にまだ勝てるチャンスがあると思っていたのか、泣きだしてしまった。悔しいという気持ちをうまくコントロールできなかった。」と語っている。プロになってからは谷川と2019年9月1日の王将戦2次予選決勝で初めて対局し、57手で勝利した。

### 自作PC
藤井が将棋ソフトを使用するパソコンを自作していることは、パソコン業界などでも注目されて話題になった。2018年12月1日にはAMD社の「Ryzen 7」をCPUとして搭載したパソコンを研究に用いていること、AMD社が開発中のCPUアーキテクチャである「Zen 2」に興味があることを述べた。これに対してAMD社のCEOであるリサ・スーはTwitterで藤井がRyzenファンであることを嬉しく思っているという趣旨の発言をした。
2020年9月のインタビューによれば、読みの速さを決めるCPUを重視しており、当時では「将棋用途で一番最適」である「Ryzen Threadripper 3990X」を使っている。2020年度の王将リーグが終わった頃にはGPUを用いて動かすディープラーニング系の将棋ソフト「dlshogi」を導入したことに伴い、パソコンのGPUを自分で交換した。
2022年9月8日、日本AMDは藤井がAMDのブランド広告に出演すると発表、特設ページが公開された。同時に公開されたAMDによる藤井へのインタビュー動画にて、リサ・スーCEOから藤井宛に動画メッセージが送られた。ブランド広告出演を記念し、AMDから将棋トレーニング用マシンとして「Ryzen Threadripper PRO 5995WX」と「Ryzen 7000シリーズ」の二つのCPUが提供された。以前使用していたパソコンは師匠の杉本に譲渡され、将棋教室で利用されている。
2023年にはリサ・スーとの対談を実現している。2023年10月、AMDは同社CPUの最新型が完成次第、藤井に提供すると表明した。

### 豊島将之との「19番勝負」
2021年度、第62期王位戦・第6期叡王戦・第34期竜王戦において豊島将之との3連続のタイトル戦が行われたことから「19番勝負」と呼ばれた。藤井は豊島に対してデビューから6連敗しており、王位戦の開幕までは1勝6敗と大幅に負け越して苦手な相手とされていたが、藤井が3つのタイトル戦の全てを制して最年少記録でのタイトル四冠を達成した。この3タイトル戦で藤井は11勝3敗と大幅に勝ち越し、「19番勝負」終了時点で通算13勝9敗と勝敗数が逆転した。ライバルであった豊島を圧倒し、名人と同格である竜王獲得と四冠達成により藤井が初めて棋士の序列1位になったことから、この「19番勝負」によって将棋界に「藤井時代」が到来したとも言われた。
2021年度に藤井と豊島は、タイトル戦以外においても第71期王将戦の挑戦者決定リーグ（▲先手 101手 勝ち）、第42回将棋日本シリーズ決勝（△後手 95手 負け）で対局している。
|    | 日付                 | 第62期 王位戦 | 第6期 叡王戦 | 第34期 竜王戦 | 藤井の 手番・手数・勝敗 | 備考                     |
| -- | -------------------- | ------------- | ------------ | ------------- | ----------------------- | ------------------------ |
| 1  | 2021年06月29日・30日 | 王位戦第1局   | -            | -             | ▲先手 104手 負け        | [ 385 ]                  |
| 2  | 2021年07月13日・14日 | 王位戦第2局   | -            | -             | △後手 102手 勝ち        | [ 386 ]                  |
| 3  | 2021年07月21日・22日 | 王位戦第3局   | -            | -             | ▲先手 117手 勝ち        | [ 387 ]                  |
| 4  | 2021年07月25日       | -             | 叡王戦第1局  | -             | ▲先手 095手 勝ち        | [ 388 ]                  |
| 5  | 2021年08月03日       | -             | 叡王戦第2局  | -             | △後手 161手 負け        | [ 389 ]                  |
| 6  | 2021年08月09日       | -             | 叡王戦第3局  | -             | ▲先手 121手 勝ち        | [ 390 ]                  |
| 7  | 2021年08月18日・19日 | 王位戦第4局   | -            | -             | △後手 140手 勝ち        | [ 391 ]                  |
| 8  | 2021年08月22日       | -             | 叡王戦第4局  | -             | △後手 091手 負け        | [ 392 ]                  |
| 9  | 2021年08月24日・25日 | 王位戦第5局   | -            | -             | ▲先手 077手 勝ち        | 王位防衛                 |
| 10 | 2021年09月06日・07日 | 王位戦第6局   | -            | -             | ―                       | ―                        |
| 11 | 2021年09月13日       | -             | 叡王戦第5局  | -             | ▲先手 111手 勝ち        | 叡王獲得                 |
| 12 | 2021年09月28日・29日 | 王位戦第7局   | -            | -             | ―                       | ―                        |
| 13 | 2021年10月08日・09日 | -             | -            | 竜王戦第1局   | ▲先手 123手 勝ち        | [ 395 ]                  |
| 14 | 2021年10月22日・23日 | -             | -            | 竜王戦第2局   | △後手 070手 勝ち        | [ 396 ]                  |
| 15 | 2021年10月30日・31日 | -             | -            | 竜王戦第3局   | ▲先手 093手 勝ち        | [ 397 ]                  |
| 16 | 2021年11月12日・13日 | -             | -            | 竜王戦第4局   | △後手 122手 勝ち        | 竜王獲得、将棋大賞名局賞 |
| 17 | 2021年11月26日・27日 | -             | -            | 竜王戦第5局   | ―                       | ―                        |
| 18 | 2021年12月04日・05日 | -             | -            | 竜王戦第6局   | ―                       | ―                        |
| 19 | 2021年12月17日・18日 | -             | -            | 竜王戦第7局   | ―                       | ―                        |

### 「将棋星人」と「地球代表」
深浦康市は、2021年末時点での公式戦の通算成績で藤井に対して3勝1敗としており、当時では藤井に2勝以上勝ち越している唯一の棋士となったことで話題になった。2021年10月にNHK杯で当時三冠であった藤井に勝利、非公式棋戦では2021年8月に「第4回ABEMAトーナメント」で勝利、2022年3月には「第1回ABEMA師弟トーナメント」のスピンオフ企画で五冠を保持している藤井に勝利した。深浦は、2021年10月のNHK杯について、藤井が不得意な雁木を採用したことや、藤井が初めて見る局面でもAIが示した最善手と同じ手を指すことにより深浦の事前研究どおりに進み、藤井の持ち時間がなくなったことが勝利につながったと述べている。
豊島将之は藤井に6連勝したこともあり「天敵」と呼ばれていた時期があったが、2021年には通算成績で藤井が勝ち越した。一方で深浦は2021年にも藤井に勝利して、通算成績で勝ち越していることで、新たな「天敵」とも言われている。ネット掲示板の書き込みに由来して、地球人とは思えないほどに将棋が強いとして藤井や羽生善治が「将棋星人」と呼ばれる一方で、深浦は藤井に勝ち越していることなどから「地球代表」と呼ばれている。
深浦の弟子である佐々木大地とのダブルタイトル戦となった第94期棋聖戦、第64期王位戦の「12番勝負」では、棋聖戦五番勝負を3勝1敗、王位戦七番勝負を4勝1敗とし、いずれも佐々木の挑戦を退けタイトル防衛した。
|    | 日付                 | 第94期 棋聖戦 | 第64期 王位戦 | 藤井の 手番・手数・勝敗 | 備考     |
| -- | -------------------- | ------------- | ------------- | ----------------------- | -------- |
| 1  | 2023年06月05日       | 棋聖戦 第1局  | -             | ▲先手 113手 勝ち        |          |
| 2  | 2023年06月23日       | 棋聖戦 第2局  | -             | △後手 111手 負け        |          |
| 3  | 2023年07月03日       | 棋聖戦 第3局  | -             | ▲先手 107手 勝ち        |          |
| 4  | 2023年07月07日・08日 | -             | 王位戦 第1局  | ▲先手 097手 勝ち        |          |
| 5  | 2023年07月13日・14日 | -             | 王位戦 第2局  | △後手 098手 勝ち        |          |
| 6  | 2023年07月18日       | 棋聖戦 第4局  | -             | △後手 084手 勝ち        | 棋聖防衛 |
| 7  | 2023年07月25日・26日 | -             | 王位戦 第3局  | ▲先手 131手 勝ち        |          |
| 8  | 2023年08月01日       | 棋聖戦 第5局  | -             | ―                       |          |
| 9  | 2023年08月15日・16日 | -             | 王位戦 第4局  | △後手 085手 負け        |          |
| 10 | 2023年08月22日・23日 | -             | 王位戦 第5局  | ▲先手 095手 勝ち        | 王位防衛 |
| 11 | 2023年09月05日・06日 | -             | 王位戦 第6局  | ―                       |          |
| 12 | 2023年09月19日・20日 | -             | 王位戦 第7局  | ―                       |          |

## 社会現象

### 将棋ブーム
藤井の公式戦29連勝の新記録はテレビのワイドショーでも大々的に取り上げられて話題になり、将棋用品の品切れが起こるなど将棋ブームが起こった。関連するグッズや書籍の売り上げが伸び、将棋をテーマにしたコミックや映画が話題を呼ぶなど、若者や女性層にも人気が広まったとされている。大相撲力士の中には、四股名を藤井の連勝記録にあやかって聡太と改名する現象まで起きた。2016年から2017年にかけての「将棋ソフト不正使用疑惑騒動」で落ち込んでいた将棋界の状況を一変させたとも言われた。
中村太地は、藤井の影響で「自分では将棋をやらないけれどプロの将棋を見るのが好き」という棋士自身に興味を持つカジュアルなファンも増えたと述べている。石田和雄も「（将棋を）指す人は、羽生さんの時代のほうが多かったかもしれません。だけど今はだいぶ変わってきました。見るファンが劇的に増えている」、「羽生フィーバーの時代もすごかったですけど、プロ（棋士）が全国民に知られるような意味においては藤井さんのほうが上です」と話しており、また石田が教える子ども向けの将棋教室でも生徒が増えていると述べた。
2020年に行われた第61期王位戦で作成された3通の封じ手は九州豪雨の被災地への寄付を目的にインターネットオークションへ出品され、史上最年少二冠を達成した第4局のものは最高額の1500万円、3通合計では2250万2千円で落札された。出品されてから高額の入札が話題になり、驚きをもって報じられた。

#### 新語・流行語大賞
| 9  | 8  | 7  | 6  | 5  | 4  | 3  | 2  | 1  |    |
| 香 |    |    |    |    | 王 | 銀 | 桂 | 香 | 一 |
|    |    |    |    |    |    |    | 金 |    | 二 |
| 歩 |    |    | 歩 | 歩 | 飛 |    | 歩 | 歩 | 三 |
|    |    | 歩 | 銀 |    |    | 歩 |    |    | 四 |
|    | 歩 |    | 桂 |    | 金 | 歩 |    |    | 五 |
|    |    | 歩 | 角 | 歩 |    |    |    |    | 六 |
| 歩 | 歩 |    | 歩 |    |    |    |    | 歩 | 七 |
|    |    | 金 | 銀 | 金 |    |    |    |    | 八 |
| 香 | 桂 |    | 玉 |    | 飛 |    |    | 香 | 九 |

2017年の「2017ユーキャン新語・流行語大賞」では選考委員特別賞に藤井の公式戦の連勝記録「29連勝」が選ばれたほかに、将棋関連では「ひふみん」がトップテンに選ばれ「藤井フィーバー」がノミネートされた。
第91期棋聖戦第2局で指した58手目△3一銀は「考慮時間23分で指した一手は、AIが6億手を読んで導いた最善手（局面において最も良い指し手）だったと話題になった」 という理由で、「AI超え」の一手として「2020ユーキャン新語・流行語大賞」のノミネート語30に選ばれた。ただし、当時の高性能なCPU（藤井も使用していたRyzen Threadripper 3990X）を搭載したパソコンなら6億手は10秒で読めた。
2023年に八冠を制覇すると「自分では将棋を指さないけれども観戦するのが好き」という「観る将」が2023年のユーキャン新語・流行語大賞のトップテン入りした。

### 将棋以外への注目
2017年度の藤井の活躍により、藤井が3歳の頃に良く遊んだというスイスのキュボロ、藤井が将棋を覚えるのに使った「NEWスタディ将棋」（くもん出版）、藤井が幼稚園で受けたイタリアで発祥の「モンテッソーリ教育」が脚光を浴びた。
2018年のバレンタインデーに先立ち、日本将棋連盟関西本部は当日に対局する藤井へのチョコレートの手渡しを謝絶し、事前に関西将棋会館まで送付するよう公式Twitterを通じてファンに要請した。それにより藤井宛に大量のチョコが届いたほか、「棋士宛のチョコは連盟に送付すればよい」と周知されたことで他の棋士にもファンからチョコが届く結果となり、渡辺明は段ボール箱1つ分のチョコを連盟経由で受け取った。
リアルタイムでのネット配信などの影響もあり、対局中に食べるおやつや食事などの「将棋メシ」も話題になった。2021年に王位戦の対局中に藤井が食べていた「ぴよりん」というスイーツは売り上げが2倍に増加した。そのほかにも同年9月に行われた叡王戦や同年10月の竜王戦で藤井が食べたお菓子も対局直後から売り切れが相次いだ。

## 昇段履歴
研修会
- 2010年03月00日（07歳07か月） ： 東海研修会 入会（F2クラス） [430]

| - 2010年06月00日（07歳10か月） ： F1クラス昇級 - 2010年00月00日（08歳03か月） ： E2クラス昇級 - 2010年10月00日（08歳03か月） ： E1クラス昇級 - 2010年12月00日（08歳04か月） ： D2クラス昇級 - 2011年04月00日（08歳08か月） ： D1クラス昇級 - 2011年05月00日（08歳10か月） ： C2クラス昇級 - 2011年09月00日（09歳01か月） ： C1クラス昇級 - 2011年12月00日（09歳04か月） ： B2クラス昇級 |

- 2012年06月00日（09歳11か月） ： B1クラス昇級 [25][435]
- 2012年08月まで東海研修会に在籍（最終在籍 = B1クラス）[436]

奨励会以降
- 2012年09月22日（10歳02か月） ： 6級 （最年少）  - 関西奨励会に入会[4][437]
- 2015年10月18日（13歳02か月） ： 三段（最年少）  - 第59回奨励会三段リーグ〈2016年度前期〉からリーグ参加[47][48][注釈 52]
- 2016年10月01日（14歳02か月） ： 四段（最年少）  - 第59回奨励会三段リーグ成績1位（リーグ1期抜け） = プロ入り／史上5人目の中学生棋士[4][5]
- 2018年02月01日（15歳06か月） ： 五段（最年少）  - 順位戦C級1組昇級[62][63]
- 2018年02月17日（15歳06か月） ： 六段（最年少） - 五段昇段後全棋士参加棋戦優勝[67][69]
- 2018年05月18日（15歳09か月） ： 七段（最年少） - 竜王ランキング戦連続昇級[82][83]
- 2020年08月20日（18歳01か月） ： 八段（最年少） - タイトル通算2期獲得[127]
- 2021年07月03日（18歳11か月） ： 九段（最年少） - タイトル通算3期獲得[439][注釈 53]
- 2024年07月01日（21歳11か月） ： 「永世棋聖」資格獲得 = タイトル「棋聖」通算5期獲得（最年少永世棋聖・最年少永世称号）[206]
- 2024年08月28日（22歳01か月） ： 「永世王位」資格獲得 = タイトル「王位」連続5期獲得（最年少永世王位・最年少永世二冠）[208]

## 主な成績

### 獲得タイトル
太字 は2025年7月現在の在位。登場・連覇の 太字 は歴代最多記録。
詳細は#年表参照。他の棋士との比較は、タイトル獲得記録、将棋のタイトル在位者一覧を参照。
| タイトル | 獲得年度    | 登場 | 獲得期数        | 連覇              | 永世称号（備考）              | 永世称号条件           |
| --- | ----------- | ---- | --------------- | ----------------- | ----------------------------- | ---------------------- |
| 竜王 | 2021 - 2024 | 4回  | 4期             | 4連覇 （歴代2位） | －                            | 連続5期または 通算7期  |
| 名人 | 2023 - 2025 | 3回  | 3期             | 3連覇             | －                            | 通算5期                |
| 叡王 | 2021 - 2023 | 4回  | 3期 （歴代1位） | 3連覇 （歴代1位） | －                            | 通算5期                |
| 王位 | 2020 - 2024 | 5回  | 5期             | 5連覇             | 永世王位 資格 (2024年8月28日) | 連続5期                |
| 王座 | 2023 - 2024 | 2回  | 2期             | 2連覇             | －                            | 連続5期または 通算10期 |
| 棋聖 | 2020 - 2025 | 6回  | 6期             | 6連覇             | 永世棋聖 資格 (2024年7月1日)  | 通算5期                |
| 棋王 | 2022 - 2024 | 3回  | 3期             | 3連覇             | －                            | 連続5期                |
| 王将 | 2021 - 2024 | 4回  | 4期             | 4連覇             | －                            | 通算10期               |
| 登場回数 合計31回 / タイトル獲得 合計30期（歴代5位）/ タイトル獲得率：0.9677 （第96期棋聖戦〈2025年度〉終了まで） |             |      |                 |                   |                               |                        |

| 01位 | 羽生善治* | 099期 | (138回) |
| 2位  | 大山康晴  | 80期  | (112回) |
| 3位  | 中原誠    | 64期  | (091回) |
| 4位  | 渡辺明*   | 31期  | (045回) |
| 5位  | 藤井聡太* | 30期  | (031回) |

| 6位  | 谷川浩司*                   | 27期        | (057回)         |
| 7位  | 米長邦雄                    | 019期       | (048回)         |
| 8位  | 佐藤康光*                   | 13期        | (037回)         |
| 9位  | 森内俊之*                   | 12期        | (025回)         |
| 10位 | 加藤一二三                  | 08期        | (024回)         |
|      | 木村義雄 (番勝負実施分のみ) | 08期 (05期) | (011回) (008回) |

| 01位 | 羽生善治* | 099期 | (138回) |
| 2位  | 大山康晴  | 80期  | (112回) |
| 3位  | 中原誠    | 64期  | (091回) |
| 4位  | 渡辺明*   | 31期  | (045回) |
| 5位  | 藤井聡太* | 30期  | (031回) |

| 6位  | 谷川浩司*                   | 27期        | (057回)         |
| 7位  | 米長邦雄                    | 019期       | (048回)         |
| 8位  | 佐藤康光*                   | 13期        | (037回)         |
| 9位  | 森内俊之*                   | 12期        | (025回)         |
| 10位 | 加藤一二三                  | 08期        | (024回)         |
|      | 木村義雄 (番勝負実施分のみ) | 08期 (05期) | (011回) (008回) |

| - 色付きは獲得（奪取または防衛）。濃い色付き永は永世位獲得。金色は全冠制覇中。 - 称号 : 棋戦終了時点の呼称 - 冠数 : 棋戦終了時点の保持タイトル数 - 勝敗は、○ 藤井 勝ち / ● 藤井 負け / 持：持将棋 / 千：千日手 / －：実施せず - 番勝負 - 五番勝負：叡王戦・棋聖戦・王座戦・棋王戦（いずれも1日制） - 七番勝負：名人戦・王位戦・竜王戦・王将戦（いずれも2日制） |

| 登場 回数 | 獲得 回数 | 決着局 年月 | 年齢 | タイトル (獲得期数) | タイトル (獲得期数) | 呼称             | 冠数 | 五番勝負 / 七番勝負 | 五番勝負 / 七番勝負 | 五番勝負 / 七番勝負 | 五番勝負 / 七番勝負 | 五番勝負 / 七番勝負 | 五番勝負 / 七番勝負 | 五番勝負 / 七番勝負 | 五番勝負 / 七番勝負 | 対戦相手 (対戦回数) | 対戦相手 (対戦回数) | 備考                                                  |
| 登場 回数 | 獲得 回数 | 決着局 年月 | 年齢 | タイトル (獲得期数) | タイトル (獲得期数) | 呼称             | 冠数 | 勝敗                | 1                   | 2                   | 3                   | 4                   | 5                   | 6                   | 7                   | 対戦相手 (対戦回数) | 対戦相手 (対戦回数) | 備考                                                  |
| --------- | --------- | ----------- | ---- | ------------------- | ------------------- | ---------------- | ---- | ------------------- | ------------------- | ------------------- | ------------------- | ------------------- | ------------------- | ------------------- | ------------------- | ------------------- | ------------------- | ----------------------------------------------------- |
| 1         | 1         | 2020-07     | 17   | 棋聖                | 1期                 | 棋聖             | 1冠  | 3-1                 | ○                   | ○                   | ●                   | ○                   | －                  |                     |                     | 渡辺明              | 1                   |                                                       |
| 2         | 2         | 2020-08     | 18   | 王位                | 1期                 | 王位・棋聖       | 2冠  | 4-0                 | ○                   | ○                   | ○                   | ○                   | －                  | －                  | －                  | 木村一基            | 1                   |                                                       |
| 3         | 3         | 2021-07     | 18   | 棋聖                | 2期                 | 王位・棋聖       | 2冠  | 3-0                 | ○                   | ○                   | ○                   | －                  | －                  |                     |                     | 渡辺明              | 2                   |                                                       |
| 4         | 4         | 2021-08     | 19   | 王位                | 2期                 | 王位・棋聖       | 2冠  | 4-1                 | ●                   | ○                   | ○                   | ○                   | ○                   | －                  | －                  | 豊島将之            | 1                   |                                                       |
| 5         | 5         | 2021-09     | 19   | 叡王                | 1期                 | 王位・叡王・棋聖 | 3冠  | 3-2                 | ○                   | ●                   | ○                   | ●                   | ○                   |                     |                     | 豊島将之            | 2                   |                                                       |
| 6         | 6         | 2021-11     | 19   | 竜王                | 1期                 | 竜王             | 4冠  | 4-0                 | ○                   | ○                   | ○                   | ○                   | －                  | －                  | －                  | 豊島将之            | 3                   |                                                       |
| 7         | 7         | 2022-02     | 19   | 王将                | 1期                 | 竜王             | 5冠  | 4-0                 | ○                   | ○                   | ○                   | ○                   | －                  | －                  | －                  | 渡辺明              | 3                   |                                                       |
| 8         | 8         | 2022-05     | 19   | 叡王                | 2期                 | 竜王             | 5冠  | 3-0                 | ○                   | 千 ○                | ○                   | －                  | －                  |                     |                     | 出口若武            | 1                   |                                                       |
| 9         | 9         | 2022-07     | 19   | 棋聖                | 3期                 | 竜王             | 5冠  | 3-1                 | 千 ●                | ○                   | ○                   | ○                   | －                  |                     |                     | 永瀬拓矢            | 1                   |                                                       |
| 10        | 10        | 2022-09     | 20   | 王位                | 3期                 | 竜王             | 5冠  | 4-1                 | ●                   | ○                   | ○                   | ○                   | ○                   | －                  | －                  | 豊島将之            | 4                   |                                                       |
| 11        | 11        | 2022-12     | 20   | 竜王                | 2期                 | 竜王             | 5冠  | 4-2                 | ●                   | ○                   | ○                   | ○                   | ●                   | ○                   | －                  | 広瀬章人            | 1                   |                                                       |
| 12        | 12        | 2023-03     | 20   | 王将                | 2期                 | 竜王             | 5冠  | 4-2                 | ○                   | ●                   | ○                   | ●                   | ○                   | ○                   | －                  | 羽生善治            | 1                   |                                                       |
| 13        | 13        | 2023-03     | 20   | 棋王                | 1期                 | 竜王             | 6冠  | 3-1                 | ○                   | ○                   | ●                   | ○                   | －                  |                     |                     | 渡辺明              | 4                   | 六冠は羽生善治以来史上2人目                           |
| 14        | 14        | 2023-05     | 20   | 叡王                | 3期                 | 竜王             | 6冠  | 3-1                 | ○                   | ●                   | ○                   | 千 ○                | －                  |                     |                     | 菅井竜也            | 1                   |                                                       |
| 15        | 15        | 2023-06     | 20   | 名人                | 1期                 | 竜王・名人       | 7冠  | 4-1                 | ○                   | ○                   | ●                   | ○                   | ○                   | －                  | －                  | 渡辺明              | 5                   | 七冠は羽生善治以来史上2人目 最年少名人                |
| 16        | 16        | 2023-07     | 20   | 棋聖                | 4期                 | 竜王・名人       | 7冠  | 3-1                 | ○                   | ●                   | ○                   | ○                   | －                  |                     |                     | 佐々木大地          | 1                   |                                                       |
| 17        | 17        | 2023-08     | 21   | 王位                | 4期                 | 竜王・名人       | 7冠  | 4-1                 | ○                   | ○                   | ○                   | ●                   | ○                   | －                  | －                  | 佐々木大地          | 2                   |                                                       |
| 18        | 18        | 2023-10     | 21   | 王座                | 1期                 | 竜王・名人       | 8冠  | 3-1                 | ●                   | ○                   | ○                   | ○                   | －                  |                     |                     | 永瀬拓矢            | 2                   | 将棋界史上初の八冠達成 羽生善治(全七冠)以来の全冠制覇 |
| 19        | 19        | 2023-11     | 21   | 竜王                | 3期                 | 竜王・名人       | 8冠  | 4-0                 | ○                   | ○                   | ○                   | ○                   | －                  | －                  | －                  | 伊藤匠              | 1                   | 登場タイトル戦連続19期獲得 (大山康晴以来 史上2人目)   |
| 20        | 20        | 2024-03     | 21   | 王将                | 3期                 | 竜王・名人       | 8冠  | 4-0                 | ○                   | ○                   | ○                   | ○                   | －                  | －                  | －                  | 菅井竜也            | 2                   | 登場タイトル戦連続20期獲得(史上初)                    |
| 21        | 21        | 2024-03     | 21   | 棋王                | 2期                 | 竜王・名人       | 8冠  | 3-1-0               | 持                  | ○                   | ○                   | ○                   | －                  | －                  |                     | 伊藤匠              | 2                   | （持将棋 1） 登場タイトル戦連続21期獲得(史上初)       |
| 22        | 22        | 2024-05     | 21   | 名人                | 2期                 | 竜王・名人       | 8冠  | 4-1                 | ○                   | ○                   | ○                   | ●                   | ○                   | －                  | －                  | 豊島将之            | 5                   | 登場タイトル戦連続22期獲得(史上初)                    |
| 23        | －        | 2024-06     | 21   | (叡王)              | －                  | 竜王・名人       | 7冠  | 2-3                 | ○                   | ●                   | ●                   | ○                   | ●                   |                     |                     | 伊藤匠              | 3                   | タイトル初失冠                                        |
| 24        | 23永      | 2024-07     | 21   | 棋聖                | 5期                 | 竜王・名人       | 7冠  | 3-0                 | ○                   | ○                   | ○                   | －                  | －                  |                     |                     | 山崎隆之            | 1                   | 「永世棋聖」=初・永世称号(最年少)                     |
| 25        | 24永      | 2024-08     | 22   | 王位                | 5期                 | 竜王・名人       | 7冠  | 4-1                 | 千 ○                | ●                   | ○                   | ○                   | ○                   | －                  | －                  | 渡辺明              | 6                   | 「永世王位」=初・最年少永世二冠                       |
| 26        | 25        | 2024-09     | 22   | 王座                | 2期                 | 竜王・名人       | 7冠  | 3-0                 | ○                   | ○                   | ○                   | －                  | －                  |                     |                     | 永瀬拓矢            | 3                   |                                                       |
| 27        | 26        | 2024-12     | 22   | 竜王                | 4期                 | 竜王・名人       | 7冠  | 4-2                 | ○                   | ●                   | ○                   | ●                   | ○                   | ○                   | －                  | 佐々木勇気          | 1                   |                                                       |
| 28        | 27        | 2025-03     | 22   | 棋王                | 3期                 | 竜王・名人       | 7冠  | 3-0                 | ○                   | ○                   | 千 ○                | －                  | －                  |                     |                     | 増田康宏            | 1                   |                                                       |
| 29        | 28        | 2025-03     | 22   | 王将                | 4期                 | 竜王・名人       | 7冠  | 4-1                 | ○                   | ○                   | ○                   | ●                   | ○                   | －                  | －                  | 永瀬拓矢            | 4                   |                                                       |
| 30        | 29        | 2025-05     | 22   | 名人                | 3期                 | 竜王・名人       | 7冠  | 4-1                 | ○                   | ○                   | ○                   | 千 ●                | 千 ○                | －                  | －                  | 永瀬拓矢            | 5                   |                                                       |
| 31        | 30        | 2025-06     | 22   | 棋聖                | 6期                 | 竜王・名人       | 7冠  | 3-0                 | ○                   | ○                   | ○                   | －                  | －                  |                     |                     | 杉本和陽            | 1                   |                                                       |

| | 対局日 (※2日目) | 勝 敗               | 対局相手            | タイトル戦                | タイトル戦                | 竜王戦 | 名人戦 | 王位戦 | 叡王戦 | 王座戦 | 棋王戦   | 王将戦 | 棋聖戦 |
| --- | --------------- | ------------------- | ------------------- | ------------------------- | ------------------------- | ------ | ------ | ------ | ------ | ------ | -------- | ------ | ------ |
| 1 | 2020年06月08日  | ○                   | 渡辺明              | 第91期棋聖戦              | 第1局                     |        |        |        |        |        |          |        | ○第1局 |
| 2 | 2020年06月28日  | ○ 02                | 渡辺明              | 第91期棋聖戦              | 第2局                     |        |        |        |        |        |          |        | ○第2局 |
| 3 | 2020年07月02日※ | ○ 03                | 木村一基            | 第61期王位戦              | 第1局                     |        |        | ○第1局 |        |        |          |        |        |
| 4 | 2020年07月09日  | ●                   | 渡辺明              | 第91期棋聖戦              | 第3局                     |        |        |        |        |        |          |        | ●第3局 |
| 5 | 2020年07月14日※ | ○                   | 木村一基            | 第61期王位戦              | 第2局                     |        |        | ○第2局 |        |        |          |        |        |
| 6 | 2020年07月16日  | ○ 02                | 渡辺明              | 第91期棋聖戦              | 第4局                     |        |        |        |        |        |          |        | ○第4局 |
| 7 | 2020年08月05日※ | ○ 03                | 木村一基            | 第61期王位戦              | 第3局                     |        |        | ○第3局 |        |        |          |        |        |
| 8 | 2020年08月20日※ | ○ 04                | 木村一基            | 第61期王位戦              | 第4局                     |        |        | ○第4局 |        |        |          |        |        |
| | 2020年度 計     | 7勝 1敗             | 7勝 1敗             |                           |                           |        |        |        |        |        |          |        |        |
| | 対局日 (※2日目) | 勝 敗               | 対局相手            | タイトル戦                | タイトル戦                | 竜王戦 | 名人戦 | 王位戦 | 叡王戦 | 王座戦 | 棋王戦   | 王将戦 | 棋聖戦 |
| 9 | 2021年06月06日  | ○ 05                | 渡辺明              | 第92期棋聖戦              | 第1局                     |        |        |        |        |        |          |        | ○第1局 |
| 10 | 2021年06月18日  | ○ 06                | 渡辺明              | 第92期棋聖戦              | 第2局                     |        |        |        |        |        |          |        | ○第2局 |
| 11 | 2021年06月30日※ | ●                   | 豊島将之            | 第62期王位戦              | 第1局                     |        |        | ●第1局 |        |        |          |        |        |
| 12 | 2021年07月03日  | ○                   | 渡辺明              | 第92期棋聖戦              | 第3局                     |        |        |        |        |        |          |        | ○第3局 |
| 13 | 2021年07月14日※ | ○ 02                | 豊島将之            | 第62期王位戦              | 第2局                     |        |        | ○第2局 |        |        |          |        |        |
| 14 | 2021年07月22日※ | ○ 03                | 豊島将之            | 第62期王位戦              | 第3局                     |        |        | ○第3局 |        |        |          |        |        |
| 15 | 2021年07月25日  | ○ 04                | 豊島将之            | 0第6期叡王戦              | 第1局                     |        |        |        | ○第1局 |        |          |        |        |
| 16 | 2021年08月03日  | ●                   | 豊島将之            | 0第6期叡王戦              | 第2局                     |        |        |        | ●第2局 |        |          |        |        |
| 17 | 2021年08月09日  | ○                   | 豊島将之            | 0第6期叡王戦              | 第3局                     |        |        |        | ○第3局 |        |          |        |        |
| 18 | 2021年08月19日※ | ○ 02                | 豊島将之            | 第62期王位戦              | 第4局                     |        |        | ○第4局 |        |        |          |        |        |
| 19 | 2021年08月22日  | ●                   | 豊島将之            | 0第6期叡王戦              | 第4局                     |        |        |        | ●第4局 |        |          |        |        |
| 20 | 2021年08月25日※ | ○                   | 豊島将之            | 第62期王位戦              | 第5局                     |        |        | ○第5局 |        |        |          |        |        |
| 21 | 2021年09月13日  | ○ 02                | 豊島将之            | 0第6期叡王戦              | 第5局                     |        |        |        | ○第5局 |        |          |        |        |
| 22 | 2021年10月09日※ | ○ 03                | 豊島将之            | 第34期竜王戦              | 第1局                     | ○第1局 |        |        |        |        |          |        |        |
| 23 | 2021年10月23日※ | ○ 04                | 豊島将之            | 第34期竜王戦              | 第2局                     | ○第2局 |        |        |        |        |          |        |        |
| 24 | 2021年10月31日※ | ○ 05                | 豊島将之            | 第34期竜王戦              | 第3局                     | ○第3局 |        |        |        |        |          |        |        |
| 25 | 2021年11月13日※ | ○ 06                | 豊島将之            | 第34期竜王戦              | 第4局                     | ○第4局 |        |        |        |        |          |        |        |
| 26 | 2022年01月10日※ | ○ 07                | 渡辺明              | 第71期王将戦              | 第1局                     |        |        |        |        |        |          | ○第1局 |        |
| 27 | 2022年01月23日※ | ○ 08                | 渡辺明              | 第71期王将戦              | 第2局                     |        |        |        |        |        |          | ○第2局 |        |
| 28 | 2022年01月30日※ | ○ 09                | 渡辺明              | 第71期王将戦              | 第3局                     |        |        |        |        |        |          | ○第3局 |        |
| 29 | 2022年02月12日※ | ○ 10                | 渡辺明              | 第71期王将戦              | 第4局                     |        |        |        |        |        |          | ○第4局 |        |
| | 2021年度 計     | 18勝 3敗            | 18勝 3敗            | (計 25勝 4敗)             | (計 25勝 4敗)             |        |        |        |        |        |          |        |        |
| | 対局日 (※2日目) | 勝 敗               | 対局相手            | タイトル戦                | タイトル戦                | 竜王戦 | 名人戦 | 王位戦 | 叡王戦 | 王座戦 | 棋王戦   | 王将戦 | 棋聖戦 |
| 30 | 2022年04月28日  | ○ 11                | 出口若武            | 0第7期叡王戦              | 第1局                     |        |        |        | ○第1局 |        |          |        |        |
| 31 | 2022年05月15日  | ○ 12                | 出口若武            | 0第7期叡王戦              | 第2局                     |        |        |        | ○第2局 |        |          |        |        |
| 32 | 2022年05月24日  | ○ 13                | 出口若武            | 0第7期叡王戦              | 第3局                     |        |        |        | ○第3局 |        |          |        |        |
| 33 | 2022年06月03日  | ●                   | 永瀬拓矢            | 第93期棋聖戦              | 第1局                     |        |        |        |        |        |          |        | ●第1局 |
| 34 | 2022年06月15日  | ○                   | 永瀬拓矢            | 第93期棋聖戦              | 第2局                     |        |        |        |        |        |          |        | ○第2局 |
| 35 | 2022年06月29日※ | ●                   | 豊島将之            | 第63期王位戦              | 第1局                     |        |        | ●第1局 |        |        |          |        |        |
| 36 | 2022年07月04日  | ○                   | 永瀬拓矢            | 第93期棋聖戦              | 第3局                     |        |        |        |        |        |          |        | ○第3局 |
| 37 | 2022年07月14日※ | ○ 02                | 豊島将之            | 第63期王位戦              | 第2局                     |        |        | ○第2局 |        |        |          |        |        |
| 38 | 2022年07月17日  | ○ 03                | 永瀬拓矢            | 第93期棋聖戦              | 第4局                     |        |        |        |        |        |          |        | ○第4局 |
| 39 | 2022年07月21日※ | ○ 04                | 豊島将之            | 第63期王位戦              | 第3局                     |        |        | ○第3局 |        |        |          |        |        |
| 40 | 2022年08月25日※ | ○ 05                | 豊島将之            | 第63期王位戦              | 第4局                     |        |        | ○第4局 |        |        |          |        |        |
| 41 | 2022年09月06日※ | ○ 06                | 豊島将之            | 第63期王位戦              | 第5局                     |        |        | ○第5局 |        |        |          |        |        |
| 42 | 2022年10月08日※ | ●                   | 広瀬章人            | 第35期竜王戦              | 第1局                     | ●第1局 |        |        |        |        |          |        |        |
| 43 | 2022年10月22日※ | ○                   | 広瀬章人            | 第35期竜王戦              | 第2局                     | ○第2局 |        |        |        |        |          |        |        |
| 44 | 2022年10月29日※ | ○ 02                | 広瀬章人            | 第35期竜王戦              | 第3局                     | ○第3局 |        |        |        |        |          |        |        |
| 45 | 2022年11月09日※ | ○ 03                | 広瀬章人            | 第35期竜王戦              | 第4局                     | ○第4局 |        |        |        |        |          |        |        |
| 46 | 2022年11月26日※ | ●                   | 広瀬章人            | 第35期竜王戦              | 第5局                     | ●第5局 |        |        |        |        |          |        |        |
| 47 | 2022年12月03日※ | ○                   | 広瀬章人            | 第35期竜王戦              | 第6局                     | ○第6局 |        |        |        |        |          |        |        |
| 48 | 2023年01月09日※ | ○ 02                | 羽生善治            | 第72期王将戦              | 第1局                     |        |        |        |        |        |          | ○第1局 |        |
| 49 | 2023年01月22日※ | ●                   | 羽生善治            | 第72期王将戦              | 第2局                     |        |        |        |        |        |          | ●第2局 |        |
| 50 | 2023年01月29日※ | ○                   | 羽生善治            | 第72期王将戦              | 第3局                     |        |        |        |        |        |          | ○第3局 |        |
| 51 | 2023年02月05日  | ○ 02                | 渡辺明              | 第48期棋王戦              | 第1局                     |        |        |        |        |        | ○第1局   |        |        |
| 52 | 2023年02月10日※ | ●                   | 羽生善治            | 第72期王将戦              | 第4局                     |        |        |        |        |        |          | ●第4局 |        |
| 53 | 2023年02月18日  | ○                   | 渡辺明              | 第48期棋王戦              | 第2局                     |        |        |        |        |        | ○第2局   |        |        |
| 54 | 2023年02月26日※ | ○ 02                | 羽生善治            | 第72期王将戦              | 第5局                     |        |        |        |        |        |          | ○第5局 |        |
| 55 | 2023年03月05日  | ●                   | 渡辺明              | 第48期棋王戦              | 第3局                     |        |        |        |        |        | ●第3局   |        |        |
| 56 | 2023年03月12日  | ○                   | 羽生善治            | 第72期王将戦              | 第6局                     |        |        |        |        |        |          | ○第6局 |        |
| 57 | 2023年03月19日  | ○ 02                | 渡辺明              | 第48期棋王戦              | 第4局                     |        |        |        |        |        | ○第4局   |        |        |
| | 2022年度 計     | 21勝 7敗            | 21勝 7敗            | (計 46勝11敗)             | (計 46勝11敗)             |        |        |        |        |        |          |        |        |
| | 対局日 (※2日目) | 勝 敗               | 対局相手            | タイトル戦                | タイトル戦                | 竜王戦 | 名人戦 | 王位戦 | 叡王戦 | 王座戦 | 棋王戦   | 王将戦 | 棋聖戦 |
| 58 | 2023年04月06日※ | ○ 03                | 渡辺明              | 第81期名人戦              | 第1局                     |        | ○第1局 |        |        |        |          |        |        |
| 59 | 2023年04月11日  | ○ 04                | 菅井竜也            | 0第8期叡王戦              | 第1局                     |        |        |        | ○第1局 |        |          |        |        |
| 60 | 2023年04月23日  | ●                   | 菅井竜也            | 0第8期叡王戦              | 第2局                     |        |        |        | ●第2局 |        |          |        |        |
| 61 | 2023年04月28日※ | ○                   | 渡辺明              | 第81期名人戦              | 第2局                     |        | ○第2局 |        |        |        |          |        |        |
| 62 | 2023年05月06日  | ○ 02                | 菅井竜也            | 0第8期叡王戦              | 第3局                     |        |        |        | ○第3局 |        |          |        |        |
| 63 | 2023年05月14日※ | ●                   | 渡辺明              | 第81期名人戦              | 第3局                     |        | ●第3局 |        |        |        |          |        |        |
| 64 | 2023年05月22日※ | ○                   | 渡辺明              | 第81期名人戦              | 第4局                     |        | ○第4局 |        |        |        |          |        |        |
| 65 | 2023年05月28日  | ○ 02                | 菅井竜也            | 0第8期叡王戦              | 第4局                     |        |        |        | ○第4局 |        |          |        |        |
| 66 | 2023年06月01日※ | ○ 03                | 渡辺明              | 第81期名人戦              | 第5局                     |        | ○第5局 |        |        |        |          |        |        |
| 67 | 2023年06月05日  | ○ 04                | 佐々木大地          | 第94期棋聖戦              | 第1局                     |        |        |        |        |        |          |        | ○第1局 |
| 68 | 2023年06月23日  | ●                   | 佐々木大地          | 第94期棋聖戦              | 第2局                     |        |        |        |        |        |          |        | ●第2局 |
| 69 | 2023年07月03日  | ○                   | 佐々木大地          | 第94期棋聖戦              | 第3局                     |        |        |        |        |        |          |        | ○第3局 |
| 70 | 2023年07月08日※ | ○ 02                | 佐々木大地          | 第64期王位戦              | 第1局                     |        |        | ○第1局 |        |        |          |        |        |
| 71 | 2023年07月14日※ | ○ 03                | 佐々木大地          | 第64期王位戦              | 第2局                     |        |        | ○第2局 |        |        |          |        |        |
| 72 | 2023年07月18日  | ○ 04                | 佐々木大地          | 第94期棋聖戦              | 第4局                     |        |        |        |        |        |          |        | ○第4局 |
| 73 | 2023年07月26日※ | ○ 05                | 佐々木大地          | 第64期王位戦              | 第3局                     |        |        | ○第3局 |        |        |          |        |        |
| 74 | 2023年08月16日※ | ●                   | 佐々木大地          | 第64期王位戦              | 第4局                     |        |        | ●第4局 |        |        |          |        |        |
| 75 | 2023年08月23日※ | ○                   | 佐々木大地          | 第64期王位戦              | 第5局                     |        |        | ○第5局 |        |        |          |        |        |
| 76 | 2023年08月31日  | ●                   | 永瀬拓矢            | 第71期王座戦              | 第1局                     |        |        |        |        | ●第1局 |          |        |        |
| 77 | 2023年09月12日  | ○                   | 永瀬拓矢            | 第71期王座戦              | 第2局                     |        |        |        |        | ○第2局 |          |        |        |
| 78 | 2023年09月27日  | ○ 02                | 永瀬拓矢            | 第71期王座戦              | 第3局                     |        |        |        |        | ○第3局 |          |        |        |
| 79 | 2023年10月07日※ | ○ 03                | 伊藤匠              | 第36期竜王戦              | 第1局                     | ○第1局 |        |        |        |        |          |        |        |
| 80 | 2023年10月11日  | ○ 04                | 永瀬拓矢            | 第71期王座戦              | 第4局                     |        |        |        |        | ○第4局 |          |        |        |
| 81 | 2023年10月18日※ | ○ 05                | 伊藤匠              | 第36期竜王戦              | 第2局                     | ○第2局 |        |        |        |        |          |        |        |
| 82 | 2023年10月26日※ | ○ 06                | 伊藤匠              | 第36期竜王戦              | 第3局                     | ○第3局 |        |        |        |        |          |        |        |
| 83 | 2023年11月11日※ | ○ 07                | 伊藤匠              | 第36期竜王戦              | 第4局                     | ○第4局 |        |        |        |        |          |        |        |
| 84 | 2024年01月08日※ | ○ 08                | 菅井竜也            | 第73期王将戦              | 第1局                     |        |        |        |        |        |          | ○第1局 |        |
| 85 | 2024年01月21日※ | ○ 09                | 菅井竜也            | 第73期王将戦              | 第2局                     |        |        |        |        |        |          | ○第2局 |        |
| 86 | 2024年01月28日※ | ○ 10                | 菅井竜也            | 第73期王将戦              | 第3局                     |        |        |        |        |        |          | ○第3局 |        |
| 87 | 2024年02月04日  | (持将棋)            | 伊藤匠              | 第49期棋王戦              | 第1局                     |        |        |        |        |        | 持/第1局 |        |        |
| 88 | 2024年02月08日※ | ○ 11                | 菅井竜也            | 第73期王将戦              | 第4局                     |        |        |        |        |        |          | ○第4局 |        |
| 89 | 2024年02月24日  | ○ 12                | 伊藤匠              | 第49期棋王戦              | 第2局                     |        |        |        |        |        | ○第2局   |        |        |
| 90 | 2024年03月03日  | ○ 13                | 伊藤匠              | 第49期棋王戦              | 第3局                     |        |        |        |        |        | ○第3局   |        |        |
| 91 | 2024年03月17日  | ○ 14連              | 伊藤匠              | 第49期棋王戦              | 第4局                     |        |        |        |        |        | ○第4局   |        |        |
| | 2023年度 計     | 28勝 5敗 (持将棋 1) | 28勝 5敗 (持将棋 1) | (計 74勝16敗) (持将棋 1)  | (計 74勝16敗) (持将棋 1)  |        |        |        |        |        |          |        |        |
| | 対局日 (※2日目) | 勝 敗               | 対局相手            | タイトル戦                | タイトル戦                | 竜王戦 | 名人戦 | 王位戦 | 叡王戦 | 王座戦 | 棋王戦   | 王将戦 | 棋聖戦 |
| 92 | 2024年04月07日  | ○ 15                | 伊藤匠              | 第9期叡王戦               | 第1局                     |        |        |        | ○第1局 |        |          |        |        |
| 93 | 2024年04月11日※ | ○ 16連              | 豊島将之            | 第82期名人戦              | 第1局                     |        | ○第1局 |        |        |        |          |        |        |
| 94 | 2024年04月20日  | ●                   | 伊藤匠              | 第9期叡王戦               | 第2局                     |        |        |        | ●第2局 |        |          |        |        |
| 95 | 2024年04月24日※ | ○                   | 豊島将之            | 第82期名人戦              | 第2局                     |        | ○第2局 |        |        |        |          |        |        |
| 96 | 2024年05月02日  | ●                   | 伊藤匠              | 第9期叡王戦               | 第3局                     |        |        |        | ●第3局 |        |          |        |        |
| 97 | 2024年05月09日  | ○                   | 豊島将之            | 第82期名人戦              | 第3局                     |        | ○第3局 |        |        |        |          |        |        |
| 98 | 2024年05月19日  | ●                   | 豊島将之            | 第82期名人戦              | 第4局                     |        | ●第4局 |        |        |        |          |        |        |
| 99 | 2024年05月27日※ | ○                   | 豊島将之            | 第82期名人戦              | 第5局                     |        | ○第5局 |        |        |        |          |        |        |
| 100 | 2024年05月31日  | ○ 2                 | 伊藤匠              | 第9期叡王戦               | 第4局                     |        |        |        | ○第4局 |        |          |        |        |
| 101 | 2024年06月06日  | ○ 3                 | 山崎隆之            | 第95期棋聖戦              | 第1局                     |        |        |        |        |        |          |        | ○第1局 |
| 102 | 2024年06月17日  | ○ 4連               | 山崎隆之            | 第95期棋聖戦              | 第2局                     |        |        |        |        |        |          |        | ○第2局 |
| 103 | 2024年06月20日  | ● 失冠              | 伊藤匠              | 第9期叡王戦               | 第5局                     |        |        |        | ●第5局 |        |          |        |        |
| 104 | 2024年07月01日  | ○                   | 山崎隆之            | 第95期棋聖戦              | 第3局                     |        |        |        |        |        |          |        | ○第3局 |
| 105 | 2024年07月08日※ | ○ 2                 | 渡辺明              | 第64期王位戦              | 第1局                     |        |        | ○第1局 |        |        |          |        |        |
| 106 | 2024年07月14日※ | ●                   | 渡辺明              | 第64期王位戦              | 第2局                     |        |        | ●第2局 |        |        |          |        |        |
| 107 | 2024年07月26日※ | ○                   | 渡辺明              | 第64期王位戦              | 第3局                     |        |        | ○第3局 |        |        |          |        |        |
| 108 | 2024年08月16日※ | ○ 2                 | 渡辺明              | 第64期王位戦              | 第4局                     |        |        | ○第4局 |        |        |          |        |        |
| 109 | 2024年08月28日※ | ○ 3                 | 渡辺明              | 第64期王位戦              | 第5局                     |        |        | ○第5局 |        |        |          |        |        |
| 110 | 2024年09月04日  | ○ 4                 | 永瀬拓矢            | 第72期王座戦              | 第1局                     |        |        |        |        | ○第1局 |          |        |        |
| 111 | 2024年09月18日  | ○ 5                 | 永瀬拓矢            | 第72期王座戦              | 第2局                     |        |        |        |        | ○第2局 |          |        |        |
| 112 | 2024年09月30日  | ○ 6                 | 永瀬拓矢            | 第72期王座戦              | 第3局                     |        |        |        |        | ○第3局 |          |        |        |
| 113 | 2024年10月06日※ | ○ 7連               | 佐々木勇気          | 第37期竜王戦              | 第1局                     | ○第1局 |        |        |        |        |          |        |        |
| 114 | 2024年10月20日※ | ●                   | 佐々木勇気          | 第37期竜王戦              | 第2局                     | ●第2局 |        |        |        |        |          |        |        |
| 115 | 2024年10月26日※ | ○                   | 佐々木勇気          | 第37期竜王戦              | 第3局                     | ○第3局 |        |        |        |        |          |        |        |
| 116 | 2024年11月16日※ | ●                   | 佐々木勇気          | 第37期竜王戦              | 第4局                     | ●第4局 |        |        |        |        |          |        |        |
| 117 | 2024年11月28日※ | ○                   | 佐々木勇気          | 第37期竜王戦              | 第5局                     | ○第5局 |        |        |        |        |          |        |        |
| 118 | 2024年12月12日※ | ○ 2連               | 佐々木勇気          | 第37期竜王戦              | 第6局                     | ○第6局 |        |        |        |        |          |        |        |
| 119 | 2025年01月13日※ | ○ 3                 | 永瀬拓矢            | 第74期王将戦              | 第1局                     |        |        |        |        |        |          | ○第1局 |        |
| 120 | 2025年01月26日※ | ○ 4                 | 永瀬拓矢            | 第74期王将戦              | 第2局                     |        |        |        |        |        |          | ○第2局 |        |
| 121 | 2024年02月02日  | ○ 5                 | 増田康宏            | 第50期棋王戦              | 第1局                     |        |        |        |        |        | ○第1局   |        |        |
| 122 | 2025年02月06日※ | ○ 6連               | 永瀬拓矢            | 第74期王将戦              | 第3局                     |        |        |        |        |        |          | ○第3局 |        |
| 123 | 2025年02月16日※ | ●                   | 永瀬拓矢            | 第74期王将戦              | 第4局                     |        |        |        |        |        |          | ●第4局 |        |
| 124 | 2024年02月22日  | ○                   | 増田康宏            | 第50期棋王戦              | 第2局                     |        |        |        |        |        | ○第2局   |        |        |
| 125 | 2024年03月02日  | ○ 2                 | 増田康宏            | 第50期棋王戦              | 第3局                     |        |        |        |        |        | ○第3局   |        |        |
| 126 | 2025年03月09日※ | ○ 3連               | 永瀬拓矢            | 第74期王将戦              | 第5局                     |        |        |        |        |        |          | ○第5局 |        |
| | 2024年度 計     | 27勝 8敗            | 27勝 8敗            | (計 101勝24敗) (持将棋 1) | (計 101勝24敗) (持将棋 1) |        |        |        |        |        |          |        |        |
| | 対局日 (※2日目) | 勝 敗               | 対局相手            | タイトル戦                | タイトル戦                | 竜王戦 | 名人戦 | 叡王戦 | 王位戦 | 王座戦 | 棋聖戦   | 棋王戦 | 王将戦 |
| 127 | 2025年04月10日※ | ○ 4連               | 永瀬拓矢            | 第83期名人戦              | 第1局                     |        | ○第1局 |        |        |        |          |        |        |
| 128 | 2025年04月30日※ | ○ 5                 | 永瀬拓矢            | 第83期名人戦              | 第2局                     |        | ○第2局 |        |        |        |          |        |        |
| 129 | 2025年05月10日※ | ○ 6連               | 永瀬拓矢            | 第83期名人戦              | 第3局                     |        | ○第3局 |        |        |        |          |        |        |
| 130 | 2025年05月18日※ | ●                   | 永瀬拓矢            | 第83期名人戦              | 第4局                     |        | ●第4局 |        |        |        |          |        |        |
| 131 | 2025年05月30日※ | ○                   | 永瀬拓矢            | 第83期名人戦              | 第5局                     |        | ○第5局 |        |        |        |          |        |        |
| 132 | 2025年06月03日  | ○ 2                 | 杉本和陽            | 第96期棋聖戦              | 第1局                     |        |        |        |        |        | ○第1局   |        |        |
| 133 | 2025年06月18日  | ○ 3                 | 杉本和陽            | 第96期棋聖戦              | 第2局                     |        |        |        |        |        | ○第2局   |        |        |
| 134 | 2025年06月30日  | ○ 4連               | 杉本和陽            | 第96期棋聖戦              | 第3局                     |        |        |        |        |        | ○第3局   |        |        |
| | 2025年度 暫定   | 7勝 1敗             | 7勝 1敗             | (計 108勝25敗) (持将棋 1) | (計 108勝25敗) (持将棋 1) |        |        |        |        |        |          |        |        |
| （上記記録は 第96期棋聖戦〈2025年度〉 終了まで / ※七番勝負の対局日は2日目の日付。表記には千日手局を除く） |                 |                     |                     |                           |                           |        |        |        |        |        |          |        |        |

| 対戦相手                                                                                   | 対戦 回数 | タイトル戦(期数) | タイトル戦(期数) | タイトル戦(期数) | 番勝負対局数 | 番勝負対局数 | 番勝負対局数 | 番勝負対局数 | 番勝負対局数 | 対戦年度                  |             |
| 対戦相手                                                                                   | 対戦 回数 | 防衛 奪取        | 失冠 挑失        | 勝率             | 対局         | 勝           | 敗           | 持           | 勝率         | 対戦年度                  |             |
| ------------------------------------------------------------------------------------------ | --------- | ---------------- | ---------------- | ---------------- | ------------ | ------------ | ------------ | ------------ | ------------ | ------------------------- | ----------- |
| 渡辺明                                                                                     | 6         | 6                | 0                | 1.000            | 25           | 21           | 4            |              | 0.840        | 対戦年度                  | 2020 - 2024 |
| 豊島将之                                                                                   | 5         | 5                | 0                | 1.000            | 24           | 19           | 5            |              | 0.791        | 2021 , 2022 , 2024        |             |
| 永瀬拓矢                                                                                   | 5         | 5                | 0                | 1.000            | 21           | 17           | 4            |              | 0.809        | 2022 , 2023 , 2024 , 2025 |             |
| 伊藤匠                                                                                     | 3         | 2                | 1                | 0.666            | 13           | 9            | 3            | 1            | 0.750        | 2023 , 2024               |             |
| 菅井竜也                                                                                   | 2         | 2                | 0                | 1.000            | 8            | 7            | 1            |              | 0.875        | 2023                      |             |
| 佐々木大地                                                                                 | 2         | 2                | 0                | 1.000            | 9            | 7            | 2            |              | 0.777        | 2023                      |             |
| 木村一基                                                                                   | 1         | 1                | 0                | 1.000            | 4            | 4            | 0            |              | 1.000        | 2020                      |             |
| 広瀬章人                                                                                   | 1         | 1                | 0                | 1.000            | 6            | 4            | 2            |              | 0.666        | 2022                      |             |
| 羽生善治                                                                                   | 1         | 1                | 0                | 1.000            | 6            | 4            | 2            |              | 0.666        | 2022                      |             |
| 出口若武                                                                                   | 1         | 1                | 0                | 1.000            | 3            | 3            | 0            |              | 1.000        | 2022                      |             |
| 山崎隆之                                                                                   | 1         | 1                | 0                | 1.000            | 3            | 3            | 0            |              | 1.000        | 2024                      |             |
| 佐々木勇気                                                                                 | 1         | 1                | 0                | 1.000            | 6            | 4            | 2            |              | 0.666        | 2024                      |             |
| 増田康宏                                                                                   | 1         | 1                | 0                | 1.000            | 3            | 3            | 0            |              | 1.000        | 2024                      |             |
| 杉本和陽                                                                                   | 1         | 1                | 0                | 1.000            | 3            | 3            | 0            |              | 1.000        | 2025                      |             |
| 合計                                                                                       | 31        | 30               | 1                | 0.968            | 134          | 108          | 25           | 1            | 0.812        | 2020 - 2025               |             |
| （太数字は最多・最高記録 / 集計は 第96期棋聖戦〈2025年度〉 終了まで / 番勝負終了前を除く） |           |                  |                  |                  |              |              |              |              |              |                           |             |

### 一般棋戦優勝
優勝回数：合計 11回
全棋士参加棋戦
- 朝日杯 = 優勝 4回 ： 2017 - 2018、2020、※2022年度[65][94][179][180]
- 銀河戦 = 優勝 2回 ： 2020、※2022年度[132]
- NHK杯 = 優勝 2回 ： ※2022[181]、2024年度

（合計回数 優勝 8回）
選抜棋戦・新人若手棋戦
- 将棋日本シリーズ = 優勝 2回 ： ※2022[174] - 2023年度
- 新人王戦 = 優勝 1回 ： 2018年度[88][89]

※参加可能棋戦の同一年度同時優勝（年度グランドスラム） = 達成 1回：2022年度（史上初）

#### 非公式戦優勝
- ABEMAトーナメント[注釈 55] 優勝 4回：（個人戦 2回=2018 ｰ 2019年、チーム戦 2回=2020 - 2021年[221][222][225]
- ABEMA地域対抗戦 優勝2回： 2024 - 2025年（中部地区）
- 新銀河戦 優勝1回：2022年[231]

### 将棋大賞
※ 最優秀棋士賞、それと同等の賞は太字。
- 第45回（2017年度） ： 特別賞・新人賞・最多対局賞（73局）・最多勝利賞（61勝）・勝率1位賞（.836）・連勝賞（29連勝）・名局賞特別賞[75][注釈 56]
- 第46回（2018年度） ： 勝率1位賞（.849）・升田幸三賞[441][注釈 57]
- 第47回（2019年度） ： 最多勝利賞（53勝）・勝率1位賞（.815）・名局賞特別賞[445][446][447][注釈 59]
- 第48回（2020年度） ： 最優秀棋士賞・最多勝利賞（44勝）・勝率1位賞（.846）・名局賞・名局賞特別賞・升田幸三賞特別賞[450][注釈 60]
- 第49回（2021年度） ： 最優秀棋士賞・最多対局賞（64局）・最多勝利賞（52勝）・名局賞[399][注釈 61]
- 第50回（2022年度） ： 最優秀棋士賞・勝率1位賞（.828）・最多勝利賞（53勝）・名局賞・名局賞特別賞[451]
- 第51回（2023年度） ： 最優秀棋士賞・勝率1位賞（.852）・名局賞・名局賞特別賞[452]
- 第52回（2024年度） ： 最優秀棋士賞・名局賞・名局賞特別賞[453]

### 在籍クラス
| 開始 年度 | (出典)順位戦出典 | (出典)順位戦出典 | (出典)順位戦出典 | (出典)順位戦出典 | (出典)順位戦出典 | (出典)順位戦出典 | (出典)順位戦出典 | (出典)順位戦出典 | (出典)竜王戦出典 | (出典)竜王戦出典 | (出典)竜王戦出典 | (出典)竜王戦出典 | (出典)竜王戦出典 | (出典)竜王戦出典 | (出典)竜王戦出典 | (出典)竜王戦出典 | (出典)竜王戦出典 | (出典)竜王戦出典 |
| 開始 年度 | 期               | 名人             | A級              | B級              | B級              | C級              | C級              | 0                | 期               | 竜王             | 1組              | 2組              | 3組              | 4組              | 5組              | 6組              | 決勝 T           |                  |
| 開始 年度 | 期               | 名人             | A級              | 1組              | 2組              | 1組              | 2組              | 0                | 期               | 竜王             | 1組              | 2組              | 3組              | 4組              | 5組              | 6組              | 決勝 T           |                  |
| --- | ---------------- | ---------------- | ---------------- | ---------------- | ---------------- | ---------------- | ---------------- | ---------------- | ---------------- | ---------------- | ---------------- | ---------------- | ---------------- | ---------------- | ---------------- | ---------------- | ---------------- | ---------------- |
| 2016 | 75               | 四段昇段前       | 四段昇段前       | 四段昇段前       | 四段昇段前       | 四段昇段前       | 四段昇段前       | 四段昇段前       | 30               |                  |                  |                  |                  |                  |                  | 6組              | 1-1              | 6-0(優勝)        |
| 2017 | 76               |                  |                  |                  |                  |                  | C245             | 10-0             | 31               |                  |                  |                  |                  |                  | 5組              |                  | 1-1              | 5-0(優勝)        |
| 2018 | 77               |                  |                  |                  |                  | C131             |                  | 9-1              | 32               |                  |                  |                  |                  | 4組              |                  |                  | 2-1              | 5-0(優勝)        |
| 2019 | 78               |                  |                  |                  |                  | C103             |                  | 10-0             | 33               |                  |                  |                  | 3組              |                  |                  |                  | 0-1              | 4-0(優勝)        |
| 2020 | 79               |                  |                  |                  | B221             |                  |                  | 10-0             | 34               |                  |                  | 2組              |                  |                  |                  |                  | 4-0              | 4-0(優勝)        |
| 2021 | 80               |                  |                  | B111             |                  |                  |                  | 10-2             | 35               | 竜王             |                  |                  |                  |                  |                  |                  | --               | --               |
| 2022 | 81               |                  | A09              |                  |                  |                  |                  | 7-2              | 36               | 竜王             |                  |                  |                  |                  |                  |                  | --               | --               |
| 2023 | 82               | 名人             |                  |                  |                  |                  |                  | --               | 37               | 竜王             |                  |                  |                  |                  |                  |                  | --               | --               |
| 2024 | 83               | 名人             |                  |                  |                  |                  |                  | --               | 38               | 竜王             |                  |                  |                  |                  |                  |                  | --               | --               |
| 2025 | 84               | 名人             |                  |                  |                  |                  |                  | --               | 39               |                  |                  |                  |                  |                  |                  |                  |                  |                  |
| 順位戦、竜王戦の 枠表記 は挑戦者。右欄の数字は勝-敗(番勝負/PO含まず)。 順位戦の右数字はクラス内順位 ( x当期降級点 / *累積降級点 / +降級点消去 ) 順位戦の「F編」はフリークラス編入 /「F宣」は宣言によるフリークラス転出。 竜王戦の 太字 はランキング戦優勝、竜王戦の 組(添字) は棋士以外の枠での出場。 |                  |                  |                  |                  |                  |                  |                  |                  |                  |                  |                  |                  |                  |                  |                  |                  |                  |                  |

### 記録

#### タイトルに関する最年少記録
※本項においてタイトル名は序列に依らず獲得順に記載。
- タイトル挑戦（第91期棋聖戦）- 17歳10か月20日[117][116][注釈 15]
- タイトル戦における対局者年齢合計（第36期竜王戦第1局）：41歳（藤井聡太（21歳） - 伊藤匠（20歳））[456][注釈 62]
- 初タイトル獲得（第91期棋聖戦） - 17歳11か月[119][120][注釈 16]
  - 「棋聖」獲得（第91期棋聖戦）- 17歳11か月[119][120][注釈 63]
  - 「王位」獲得（第61期王位戦） - 18歳1か月[457][注釈 64]
  - 「叡王」獲得（第6期叡王戦） - 19歳1か月[457][141][注釈 65]
  - 「王将」獲得（第71期王将戦） - 19歳6か月[153][注釈 66]
  - 「名人」獲得（第81期名人戦） - 20歳10か月[注釈 67]
  - 「王座」獲得（第71期王座戦） - 21歳2か月[注釈 68]
- 「竜王・名人」獲得（第81期名人戦） - 20歳10か月[注釈 69]
- 初タイトル防衛（第92期棋聖戦） - 18歳11か月[458][注釈 70]
  - 「棋聖」防衛（第92期棋聖戦）- 18歳11か月[注釈 71]
  - 「王位」防衛（第62期王位戦） - 19歳1か月[注釈 72]
  - 「叡王」防衛（第7期叡王戦） - 19歳10か月[注釈 73]
  - 「竜王」防衛（第35期竜王戦） - 20歳4か月[注釈 74]
  - 「王将」防衛（第72期王将戦） - 20歳7か月[注釈 75]
  - 「名人」防衛（第82期名人戦） - 21歳10か月[注釈 76]
  - 「王座」防衛（第72期王座戦） - 22歳2か月[注釈 77]
- 「竜王・名人」防衛（第82期名人戦） - 21歳10か月[注釈 78]
- 二冠（第61期王位戦） - 18歳1か月[127][注釈 19]
- 三冠（第6期叡王戦） - 19歳1か月[141][注釈 79]
- 四冠（第34期竜王戦） - 19歳3か月[459][注釈 80]
- 五冠（第71期王将戦） - 19歳6か月[459][注釈 81]
- 六冠（第48期棋王戦） - 20歳8か月[注釈 82]
- 七冠（第81期名人戦） - 20歳10か月[注釈 83]
- 八冠（第71期王座戦） - 21歳2か月[注釈 84]
- 全冠制覇（八冠）（第71期王座戦） - 21歳2か月( - 21歳11か月まで）[注釈 85]
- 永世称号獲得（第95期棋聖戦） - 21歳11か月[注釈 86][460]
  - 「永世棋聖」資格獲得（第95期棋聖戦）- 21歳11か月[注釈 87]
  - 「永世王位」資格獲得（第65期王位戦）- 22歳1か月[注釈 88]
    - 永世二冠（永世棋聖・永世王位、獲得順）- 22歳1か月[注釈 89]

#### 一般棋戦に関する最年少記録
- 一般棋戦優勝・全棋士参加棋戦優勝（第11回朝日杯） - 15歳6か月[67][注釈 90][70][注釈 91]
  - 「朝日杯将棋オープン戦」優勝（第11回） - 15歳6か月[67][注釈 92]
  - 「新人王戦」優勝（第49期） - 16歳2か月[91][注釈 93]
  - 「銀河戦」優勝（第28期） - 18歳2か月[133][注釈 94]
  - 「将棋日本シリーズ」優勝（第43回） - 20歳4カ月[174][注釈 95][注釈 96]
- 一般棋戦連覇（朝日杯将棋オープン戦 第11回-第12回） - 16歳6か月[96]

#### 勝敗数に関する記録
|                            | 勝敗数     | 当時年齢      | 四段昇段後    | 直近100勝まで | 直近100勝まで |                                                                    |
| -------------------------- | ---------- | ------------- | ------------- | ------------- | ------------- | ------------------------------------------------------------------ |
| (四段昇段)                 | -          | 14歳02か月 ※1 | -             | -             | -             |                                                                    |
| 初勝利                     | 001勝000敗 | 14歳05か月 ※1 | 00年02か月    | -             | -             | [ 56 ]                                                             |
| 最長連勝                   | 029勝000敗 | 14歳11か月 ※1 | 00年08か月 ※2 | -             | -             | [ 9 ]                                                              |
| 050勝                      | 050勝006敗 | 15歳04か月 ※1 | 01年01か月 ※2 | -             | -             | 当時未放映勝敗除く /                                               |
| 100局                      | 085勝015敗 | 16歳00か月 ※1 | 01年09か月    | -             | -             | [ 463 ] [ 注釈 98 ]                                                |
| 100勝                      | 100勝018敗 | 16歳04か月 ※1 | 02年02か月 ※2 | 100勝018敗    | 2年02か月     | [ 464 ] [ 465 ] [ 注釈 99 ] [ 注釈 100 ] [ 注釈 101 ] [ 注釈 102 ] |
| 200勝                      | 200勝040敗 | 18歳04か月 ※1 | 04年01か月    | 100勝022敗    | 1年11か月     | [ 466 ] [ 注釈 103 ]                                               |
| 300勝                      | 300勝059敗 | 20歳05か月 ※1 | 06年02か月 ※2 | 100勝019敗    | 2年01か月     | [ 467 ]                                                            |
| 400勝                      | 400勝081敗 | 22歳06か月 ※1 | 08年04か月    | 100勝022敗    | 2年01か月     | [ 210 ] [ 注釈 36 ]                                                |
| ※1 最年少記録 /※2 最速記録 |            |               |               |               |               |                                                                    |

#### タイトルに関する記録
- 八冠独占（同時保持）・最多タイトル経験八冠・タイトル戦無敗のまま全冠制覇（第71期王座戦 いずれも史上初）[468][注釈 104]
- タイトル戦初挑戦からの登場タイトル戦連続獲得 ： 連続22棋戦（歴代1位）[16][注釈 105][注釈 106]
- 登場タイトル戦連続獲得 ： 連続22棋戦（歴代1位）[470][注釈 105][注釈 32]
- 全タイトル戦連続獲得 ： 連続12棋戦[注釈 34][注釈 107]
- 全タイトル戦連続登場 ： 連続19棋戦[注釈 34][注釈 108]
- 10代での獲得タイトル数 ： 合計9期（歴代1位）[注釈 109][471]
- 同一年度での獲得タイトル数 ：合計8期（2023年度、史上最多）[注釈 110]
- 同一年度でのタイトル戦勝利数 ：合計28勝（2023年度、史上最多）[注釈 111]
- 竜王戦 ランキング戦優勝 ： 連続5期（第30-34期 史上初、竜王在位による中断中）[129][156]
- 竜王戦 ランキング戦・本戦全勝（8連勝）かつ七番勝負全勝（4勝0敗）での竜王奪取（計12連勝、第34期 史上初）[144]
- 王位戦 予選・リーグ戦全勝（10連勝）かつ七番勝負全勝（4勝0敗）での王位奪取（計14連勝、第61期 史上初）[472]
- 王将戦 タイトル戦初挑戦かつ七番勝負全勝（4勝0敗）での王将奪取（第71期 史上初）[473]
- 棋聖戦 一次予選から全勝（10連勝）によるタイトル挑戦・奪取（計12連勝、第91期 史上初）[474][注釈 112]

#### その他記録
- 同一年度での公式棋戦制覇 - 10（2022年度、史上最多、タイトル戦6 + 一般棋戦4）[注釈 113][注釈 114]
- 一般棋戦の年度グランドスラム[注釈 115] - 2022年度（史上初、銀河戦・日本シリーズ・朝日杯・NHK杯の一般棋戦4棋戦）[注釈 116][181]
- 最多連勝、プロ入りから負けなし最多連勝 - いずれも29連勝（2016年12月24日 - 2017年6月26日、史上最多、詳細は「内訳」参照）[6][7][8]

|             |          | 日付           | 棋戦                                | 対局相手 （公式戦対戦数） | 藤井の 手番・手数・勝敗 | 備考                                     |
| ----------- | -------- | -------------- | ----------------------------------- | ------------------------- | ----------------------- | ---------------------------------------- |
| 四段昇段    | 四段昇段 | 2016年10月01日 | -                                   | -                         | -                       |                                          |
| 連 勝 記 録 | 初勝利   | 2016年12月24日 | 第30期竜王戦 6組1回戦               | 加藤一二三 九段           | △後手 110手 勝ち        |                                          |
| 連 勝 記 録 | 2連勝    | 2017年01月26日 | 第43期棋王戦 予選2回戦              | 豊川孝弘 七段             | ▲先手 085手 勝ち        |                                          |
| 連 勝 記 録 | 3連勝    | 2017年02月09日 | 第30期竜王戦 6組2回戦               | 浦野真彦 八段             | △後手 048手 勝ち        |                                          |
| 連 勝 記 録 | 4連勝    | 2017年02月23日 | 第67回NHK杯 予選1回戦               | 浦野真彦 八段（2度目）    | ▲先手 087手 勝ち        |                                          |
| 連 勝 記 録 | 5連勝    | 2017年02月23日 | 第67回NHK杯 予選2回戦               | 北浜健介 八段             | ▲先手 127手 勝ち        |                                          |
| 連 勝 記 録 | 6連勝    | 2017年02月23日 | 第67回NHK杯 予選決勝                | 竹内雄悟 四段             | ▲先手 111手 勝ち        |                                          |
| 連 勝 記 録 | 7連勝    | 2017年03月01日 | 第67期王将戦 1次予選1回戦           | 有森浩三 七段             | △後手 072手 勝ち        |                                          |
| 連 勝 記 録 | 8連勝    | 2017年03月10日 | 第48期新人王戦 2回戦                | 大橋貴洸 四段             | △後手 144手 勝ち        |                                          |
| 連 勝 記 録 | 9連勝    | 2017年03月16日 | 第30期竜王戦 6組3回戦               | 所司和晴 七段             | ▲先手 107手 勝ち        |                                          |
| 連 勝 記 録 | 10連勝   | 2017年03月23日 | 第43期棋王戦 予選3回戦              | 大橋貴洸 四段（2度目）    | ▲先手 127手 勝ち        |                                          |
| 連 勝 記 録 | 11連勝   | 2017年04月04日 | 第67期王将戦 1次予選2回戦           | 小林裕士 七段             | △後手 104手 勝ち        | プロデビューからの連勝記録を更新。       |
| 連 勝 記 録 | 12連勝   | 2017年04月13日 | 第30期竜王戦 6組4回戦               | 星野良生 四段             | ▲先手 127手 勝ち        |                                          |
| 連 勝 記 録 | 13連勝   | 2017年04月17日 | 第67回NHK杯 1回戦                   | 千田翔太 六段             | △後手 090手 勝ち        | 2017年5月14日放送（NHK Eテレ）。         |
| 連 勝 記 録 | 14連勝   | 2017年04月26日 | 第43期棋王戦 予選4回戦              | 平藤眞吾 七段             | △後手 140手 勝ち        |                                          |
| 連 勝 記 録 | 15連勝   | 2017年05月01日 | 第30期竜王戦 6組準決勝              | 金井恒太 六段             | △後手 090手 勝ち        |                                          |
| 連 勝 記 録 | 16連勝   | 2017年05月04日 | 第48期新人王戦 3回戦                | 横山大樹 アマ             | △後手 100手 勝ち        |                                          |
| 連 勝 記 録 | 17連勝   | 2017年05月12日 | 第67期王将戦 1次予選3回戦           | 西川和宏 六段             | △後手 084手 勝ち        |                                          |
| 連 勝 記 録 | 18連勝   | 2017年05月18日 | 第7期加古川青流戦 2回戦             | 竹内雄悟 四段（2度目）    | △後手 120手 勝ち        |                                          |
| 連 勝 記 録 | 19連勝   | 2017年05月25日 | 第30期竜王戦 6組決勝                | 近藤誠也 五段             | △後手 102手 勝ち        |                                          |
| 連 勝 記 録 | -        | 2017年06月02日 | 第43期棋王戦 予選決勝（千日手局）   | 澤田真吾 六段             | △後手 061手 千日手      |                                          |
| 連 勝 記 録 | 20連勝   | 2017年06月02日 | 第43期棋王戦 予選決勝（指直し局）   | 澤田真吾 六段             | ▲先手 155手 勝ち        | 千日手による指し直し局。                 |
| 連 勝 記 録 | 21連勝   | 2017年06月07日 | 第2回上州YAMADAチャレンジ杯 1回戦   | 都成竜馬 四段             | ▲先手 093手 勝ち        |                                          |
| 連 勝 記 録 | 22連勝   | 2017年06月07日 | 第2回上州YAMADAチャレンジ杯 2回戦   | 阪口悟 五段               | ▲先手 139手 勝ち        |                                          |
| 連 勝 記 録 | 23連勝   | 2017年06月07日 | 第2回上州YAMADAチャレンジ杯 3回戦   | 宮本広志 五段             | ▲先手 141手 勝ち        | 連勝記録3位。                            |
| 連 勝 記 録 | 24連勝   | 2017年06月10日 | 第3期叡王戦 予選1回戦               | 梶浦宏孝 四段             | △後手 108手 勝ち        |                                          |
| 連 勝 記 録 | 25連勝   | 2017年06月10日 | 第3期叡王戦 予選2回戦               | 都成竜馬 四段（2度目）    | △後手 108手 勝ち        | 連勝記録2位。                            |
| 連 勝 記 録 | 26連勝   | 2017年06月15日 | 第76期順位戦 C級2組1回戦            | 瀬川晶司 五段             | △後手 108手 勝ち        |                                          |
| 連 勝 記 録 | 27連勝   | 2017年06月17日 | 第11回朝日杯将棋 オープン戦 1次予選 | 藤岡隼太 アマ             | △後手 106手 勝ち        | 後手番での最多連勝記録（16連勝）に並ぶ。 |
| 連 勝 記 録 | 28連勝   | 2017年06月21日 | 第67期王将戦 1次予選4回戦           | 澤田真吾 六段（2度目）    | ▲先手 099手 勝ち        | 連勝記録1位に並ぶ。                      |
| 連 勝 記 録 | 29連勝   | 2017年06月26日 | 第30期竜王戦 決勝トーナメント1回戦  | 増田康宏 四段             | ▲先手 091手 勝ち        | 連勝記録を更新。                         |
|             |          | 2017年07月02日 | 第30期竜王戦 決勝トーナメント2回戦  | 佐々木勇気 五段           | △後手 101手 負け        | プロになって初の敗局。連勝記録が止まる。 |

- 先手番最多連勝 - 29連勝[要検証 – ノート]（2022年6月22日 - 2023年3月8日、史上最多[要検証 – ノート]）[出典無効][184]
- 後手番最多連勝 - 16連勝[要検証 – ノート]（2016年12月24日 - 2017年6月17日、最多タイ[要検証 – ノート]）[出典無効] [475][信頼性要検証][独自研究?]
- 勝率8割以上 - 7年連続・通算7回（2017 - 2023年度、連続・通算いずれも歴代1位 ※連続記録は継続中）[448][125][156]
- デビューから順位戦における18連勝 - 最多タイ[476]
- A級昇級までの順位戦における勝率 - 勝率.942（49勝3敗[注釈 125][477]、歴代1位[要出典][独自研究?]）
- 名人挑戦までの順位戦における勝率 - 勝率.918（56勝5敗）[478]
- 朝日杯将棋オープン戦の一次予選から出場による優勝（第11回、史上2人目[注釈 126]）[479]

### 年度別成績
＿ は全棋士中1位。（）内は年度順位。
| 年度             | 対局数   | 勝数     | 負数 | 持 | 勝率         | 連勝     | 備考                                                         | 出典    | 通算成績 | 通算成績 | 通算成績 | 通算成績 | 通算成績 | 通算成績 |
| ---------------- | -------- | -------- | ---- | -- | ------------ | -------- | ------------------------------------------------------------ | ------- | -------- | -------- | -------- | -------- | -------- | -------- |
| 2016年度         | 10 (-位) | 10 (-位) | 0    | -  | 1.0000 (-位) | － (-位) | （年度30局未満は順位対象外）                                 | [ 480 ] | 対局     | 勝       | 負       | 持       | 勝率     | 出典     |
| 2017年度         | 73 (1位) | 61 (1位) | 12   | -  | 0.8356 (1位) | 29 (1位) | 記録部門（対局・勝数・勝率・連勝）4冠                        | [ 481 ] | 83       | 71       | 12       |          |          |          |
| 2018年度         | 53 (5位) | 45 (2位) | 8    | -  | 0.8490 (1位) | 10 (9位) | 勝数1位は佐々木大地（46勝）                                  | [ 482 ] | 136      | 116      | 20       |          |          |          |
| 2019年度         | 65 (2位) | 53 (1位) | 12   | -  | 0.8153 (1位) | 13 (3位) | 対局数1位は佐々木大地（67局）                                | [ 483 ] | 201      | 169      | 32       |          |          |          |
| 2020年度         | 52 (3位) | 44 (1位) | 8    | -  | 0.8461 (1位) | 10 (4位) | 勝数は永瀬拓矢と並ぶ1位タイ 継続中の17連勝記録は翌年度持越し | [ 484 ] | 253      | 213      | 40       |          |          |          |
| 2016-2020 (小計) | 253      | 213      | 40   | -  | 0.8418       |          |                                                              |         | 通算成績 | 通算成績 | 通算成績 | 通算成績 | 通算成績 | 通算成績 |
| 年度             | 対局数   | 勝数     | 負数 | 持 | 勝率         | 連勝     | 備考                                                         | 出典    | 対局     | 勝       | 負       | 持       | 勝率     | 出典     |
| 2021年度         | 64 (1位) | 52 (1位) | 12   | -  | 0.8125 (2位) | 19 (2位) | 勝率1位は伊藤匠（0.818） 連勝1位は渡辺和史（20連勝）         | [ 485 ] | 317      | 265      | 52       |          | 0.8359   | [ 486 ]  |
| 2022年度         | 64 (2位) | 53 (1位) | 11   | -  | 0.8281 (1位) | 11 (5位) | 対局数1位は服部慎一郎（68局）                                | [ 487 ] | 381      | 318      | 63       |          | 0.8346   | [ 488 ]  |
| 2023年度         | 55 (5位) | 46 (3位) | 8    | 1  | 0.8518 (1位) | 12 (3位) | 対局数には持将棋1を含む 勝率は歴代2位記録                    | [ 489 ] | 436      | 364      | 71       | 1        | 0.8367   | [ 490 ]  |
| 2024年度         | 52 (6位) | 40 (4位) | 12   | -  | 0.7692 (3位) | 11 (5位) |                                                              | [ 491 ] | 488      | 404      | 83       | 1        | 0.8295   | [ 492 ]  |
| 2021-2024 (小計) | 287      | 191      | 43   | 1  |              |          | 対局数には持将棋1を含む                                      |         |          |          |          |          |          |          |
| 通算             | 488      | 404      | 83   | 1  | 0.8295       |          | 対局数には持将棋1を含む                                      | [ 492 ] |          |          |          |          |          |          |
| 2024年度まで     |          |          |      |    |              |          |                                                              |         |          |          |          |          |          |          |

### 詰将棋の記録・表彰
- 詰将棋解答選手権チャンピオン戦最年少優勝 - 12歳8か月・小学6年生[26][493]
- 詰将棋解答選手権チャンピオン戦 5連覇（歴代1位）：2015年（第12回） - 2019年（第16回）[494][495]
- 詰将棋解答選手権チャンピオン戦優勝 - 6回（歴代1位タイ）：2015年（第12回） - 2019年（第16回）、2025年（第22回）[496]
- 第6回門脇芳雄賞（2017年）[235][236]

### その他表彰
- ユーキャン新語・流行語大賞 選考委員特別賞 「29連勝」（2017年）[497][498]
- Yahoo!検索大賞 スペシャル部門賞（2017年、2020年、2023年）[499][500][501]
- 愛知県特別表彰（2018年）[502][503]
- 瀬戸市民栄誉賞（2018年）[504][505]
- 関西囲碁将棋記者クラブ賞（2018年=特別賞、2021年、2022年、2023年、2024年、2025年）[506][507][508][509][510][511][512]
- Number MVP賞（2020年）[513][514]
- 内閣総理大臣顕彰（2023年）[515]
- 愛知県民栄誉賞（2023年）[516]
- 野間出版文化賞（2023年）[517]
- 瀬戸市名誉市民（2023年）[518]
- LINE NEWS AWARDS 2023 文化人部門（2023年）[519]
- 中日文化賞（2024年）[520]

## 年表
| - タイトル戦は成績。人物名が書かれた部分は番勝負登場。上段の氏名は対戦相手。下段は勝敗（o:藤井の勝ち、x:藤井の負け、j:持将棋、s:千日手指し直し）。 文字獲 はタイトル獲得（奪取または防衛）。 文字全 は全タイトル独占（奪取または防衛）。 文字永(名) はタイトル獲得かつ永世(名誉)称号資格獲得。 文字敗 はタイトル戦敗退（挑戦失敗または失冠）。 - 一般棋戦 - 新人 : 新人王戦、朝日 : 朝日杯将棋オープン戦、銀河 : 銀河戦、日シ : 将棋日本シリーズ、NHK：NHK杯テレビ将棋トーナメント - 将棋大賞は次年度4月1日付公表分。 最優 : 最優秀棋士賞、優 : 優秀棋士賞、特 : 特別賞、 率 : 勝率一位賞、勝 : 最多勝利賞、対 : 最多対局賞、連 : 連勝賞、 新 : 新人賞、名局 : 名局賞、名特 : 名局賞特別賞、升 : 升田幸三賞、升特 : 升田幸三賞特別賞 - 賞金&対局料は、年度区切りではなく1月 - 12月の集計。単位は万円。()内は順位。 の年は全棋士中1位。 - 備考 - 少 : 最年少記録 初 : 史上初の記録 |

| 年度                                                                             | 名人 4-6月                   | 叡王 4-6月                  | 棋聖 6-7月                     | 王位 7-9月                     | 王座 9-10月           | 竜王 10-12月              | 王将 1-3月                | 棋王 2-3月              | 一般 棋戦 優勝                                                                         | 将棋大賞                                                                               | 賞金& 対局料                                                                           | 備 考                                                                                  |
| 2016年度                                                                         | －                           | －                          | －                             | －                             | －                    | －                        | －                        | －                      | －                                                                                     |                                                                                        |                                                                                        | 14歳2か月で四段昇段少(プロ入り) 中学生棋士(史上5人目)                                  |
| 2017年度                                                                         | －                           | －                          | －                             | －                             | －                    | (第30期) 6組優勝 本戦敗退 | (第67期) 一次予選 敗退    | (第43期) 本戦敗退       | 朝日                                                                                   | 特 新 率 勝 対 連 名特                                                                 |                                                                                        | デビューから29連勝(歴代・デビュー新) 五段昇段 全棋士参加棋戦優勝少・六段昇段少         |
| 2018年度                                                                         | (第76期) C級2組 C1昇級       | (第3期) 四段戦優勝 本戦敗退 | (第89期) 一次予選 敗退         | (第59期) 予選敗退              | (第66期) 本戦敗退     | 5組優勝 本戦敗退          | 一次予選 敗退             | 本戦敗退                | 新人 朝日                                                                              | 率 升                                                                                  | 2,031 (12位)                                                                           | 七段昇段少                                                                             |
| 2019年度                                                                         | C級1組 C1残留                | 七段戦優勝 本戦敗退         | 二次予選 敗退                  | 予選敗退                       | 本戦敗退              | 4組優勝 本戦敗退          | 挑決リーグ 残留           | 予選敗退                |                                                                                        | 勝 率 名特                                                                             | 2,108 (9位)                                                                            |                                                                                        |
| 2020年度                                                                         | C級1組 B2昇級                | 七段戦敗退                  | 渡辺明 ooxo 獲                 | 木村一基 oooo 獲               | 二次予選 敗退         | 3組優勝 本戦敗退          | 挑決リーグ 陥落           | 予選敗退                | 銀河 朝日                                                                              | 最優 勝 率 名局 名特 升特                                                              | 4,554 (4位)                                                                            | 竜王戦ランキング戦4期連続優勝初 初タイトル挑戦・獲得少 二冠少・八段昇段少              |
| 2021年度                                                                         | B級2組 B1昇級                | (7-9月) 豊島将之 oxoxo 獲   | 渡辺明 ooo 獲                  | 豊島将之 xoooo 獲              | 本戦敗退              | 2組優勝 豊島将之 oooo 獲  | 渡辺明 oooo 獲            | 本戦敗退                |                                                                                        | 最優 勝 対 名局                                                                        | 6,996 (3位)                                                                            | 竜王戦ランキング戦5期連続優勝初 タイトル防衛少・九段昇段少 三冠少/四冠少/五冠少        |
| 2022年度                                                                         | B級1組 A級昇級               | 出口若武 osoo 獲            | 永瀬拓矢 ssxooo 獲             | 豊島将之 xoooo 獲              | 本戦敗退              | 広瀬章人 xoooxo 獲        | 羽生善治 oxoxoo 獲        | 渡辺明 ooxo 獲          | 日シ 銀河 朝日 NHK                                                                     | 最優 勝 率 名局 名特                                                                   | 12,205 (1位)                                                                           | 一般棋戦の年度グランドスラム初 六冠少・10棋戦制覇初                                    |
| 2023年度                                                                         | 渡辺明 ooxoo 獲              | 菅井竜也 oxosso 獲          | 佐々木大地 oxoo 獲             | 佐々木大地 oooxo 獲            | 永瀬拓矢 xooo 全      | 伊藤匠 oooo 全            | 菅井竜也 oooo 全          | 伊藤匠 jooo 全          | 日シ                                                                                   | 最優 率 名局 名特                                                                      | 18,634 (1位)                                                                           | 七冠少/名人少/「竜王・名人」少 八冠独占初                                              |
| 2024年度                                                                         | 豊島将之 oooxo 全            | 伊藤匠 oxxox 敗             | 山崎隆之 ooo 永                | 渡辺明 soxooo 永               | 永瀬拓矢 ooo 獲       | 佐々木勇気 oxoxoo 獲      | 永瀬拓矢 oooxo 獲         | 増田康宏 ooso 獲        | NHK                                                                                    | 最優 名局 名特                                                                         | 17,556 (1位)                                                                           | 永世棋聖少/永世王位少（永世称号少） タイトル全8棋戦での生涯連覇達成初                  |
| 2025年度                                                                         | (第83期) 永瀬拓矢 ooosxso 獲 | (第10期) 本戦敗退           | (第96期) 杉本和陽 ooo 獲       | (第66期) 永瀬拓矢 -------      | (第73期) 伊藤匠 ----- | (第38期) （未定） ------- | (第75期) （未定） ------- | (第51期) （未定） ----- |                                                                                        |                                                                                        |                                                                                        |                                                                                        |
| 年度                                                                             | 名人 4-6月                   | 叡王 4-6月                  | 棋聖 6-7月                     | 王位 7-9月                     | 王座 9-10月           | 竜王 10-12月              | 王将 1-3月                | 棋王 2-3月              | 一般 棋戦 優勝                                                                         | 将棋大賞                                                                               | 賞金& 対局料                                                                           | 備 考                                                                                  |
| タイトル戦 登場・獲得数永世称号 資格獲得                                         | 登場03回 獲得03期            | 登場04回 獲得03期           | 登場06回 獲得06期2024 永世棋聖 | 登場05回 獲得05期2024 永世王位 | 登場02回 獲得02期     | 登場04回 獲得04期         | 登場04回 獲得04期         | 登場03回 獲得03期       | \| 登場回数 合計031回 獲得期数 合計030期 （2025年度・第96期棋聖戦七番勝負終了まで） \| | \| 登場回数 合計031回 獲得期数 合計030期 （2025年度・第96期棋聖戦七番勝負終了まで） \| | \| 登場回数 合計031回 獲得期数 合計030期 （2025年度・第96期棋聖戦七番勝負終了まで） \| | \| 登場回数 合計031回 獲得期数 合計030期 （2025年度・第96期棋聖戦七番勝負終了まで） \| |
| 登場回数 合計031回 獲得期数 合計030期 （2025年度・第96期棋聖戦七番勝負終了まで） |                              |                             |                                |                                |                       |                           |                           |                         |                                                                                        |                                                                                        |                                                                                        |                                                                                        |

## 肩書き
昇段およびタイトルの獲得、失冠等による肩書きの遍歴を記す。
（「継続中の日数」は自動更新。 文字 は全タイトル独占。）
| 日付             | 肩書き | 日数 | その他の日数・保持タイトル | その他の日数・保持タイトル | その他の日数・保持タイトル | 備考 |          |
| ---------------- | --- | --- | --- | --- | --- | --- | -------- |
| 2016年10月01日   | 四段 | 489日 | － | － | － | 備考 | プロ入り |
| 2018年02月01日   | 五段 | 17日 | － | － | － | C級1組昇級による昇段 第76期順位戦 |          |
| 2018年02月17日   | 六段 | 91日 | － | － | － | 第11回朝日杯将棋オープン戦優勝 |          |
| 2018年05月18日   | 七段 | 791日 | － | － | － | 竜王ランキング戦連続昇級による昇段 |          |
| 2020年07月16日   | 棋聖 | 36日 | タイトル 保持 1826日 | 36日 | 棋聖 | 棋聖獲得 第91期棋聖戦 |          |
| 2020年08月20日   | 二冠 | 390日 | タイトル 保持 1826日 | 390日 | 王位・棋聖 | 王位獲得 第61期王位戦、タイトル2期獲得により八段                                                                                        |          |
| (2020年10月05日) | 王位・棋聖 | 390日 | タイトル 保持 1826日 | 390日 | 王位・棋聖 | 公式による肩書き形式の変更 |          |
| (2021年07月03日) | 王位・棋聖 | 390日 | タイトル 保持 1826日 | 390日 | 王位・棋聖 | 棋聖防衛、タイトル3期獲得により九段 |          |
| 2021年09月13日   | 王位・叡王・棋聖 | 62日 | タイトル 保持 1826日 | 62日 | 王位・叡王・棋聖 | 叡王獲得 第06期叡王戦 |          |
| 2021年11月13日   | 竜王 | 566日 | タイトル 保持 1826日 | 92日 | 竜王・王位・叡王・棋聖 | 竜王獲得 第34期竜王戦 |          |
| 2022年02月12日   | 竜王 | 566日 | タイトル 保持 1826日 | 401日 | 竜王・王位・叡王・王将・棋聖 | 王将獲得 第71期王将戦 |          |
| 2023年03月19日   | 竜王 | 566日 | タイトル 保持 1826日 | 75日 | 竜王・王位・叡王・棋王・王将・棋聖 | 棋王獲得 第48期棋王戦 |          |
| 2023年06月01日   | 竜王・名人 | 778日 | タイトル 保持 1826日 | 133日 | 竜王・名人・王位・叡王・棋王・王将・棋聖                                                                                                | 名人獲得 第81期名人戦 |          |
| 2023年10月11日   | 竜王・名人 | 778日 | タイトル 保持 1826日 | 254日 | 竜王・名人・王位・叡王・王座・棋王・王将・棋聖                                                                                          | 王座獲得 第71期王座戦 全八冠独占 |          |
| 2024年06月20日   | 竜王・名人 | 778日 | タイトル 保持 1826日 | 393日 | 竜王・名人・王位・王座・棋王・王将・棋聖                                                                                                | 叡王失冠 第09期叡王戦 |          |
| 現在             | - タイトル七冠 連続日数：393日（竜王・名人・王位・王座・棋王・王将・棋聖） - 竜王・名人 連続日数：778日 - タイトル保持 連続日数：1826日 | - タイトル七冠 連続日数：393日（竜王・名人・王位・王座・棋王・王将・棋聖） - 竜王・名人 連続日数：778日 - タイトル保持 連続日数：1826日 | - タイトル七冠 連続日数：393日（竜王・名人・王位・王座・棋王・王将・棋聖） - 竜王・名人 連続日数：778日 - タイトル保持 連続日数：1826日 | - タイトル七冠 連続日数：393日（竜王・名人・王位・王座・棋王・王将・棋聖） - 竜王・名人 連続日数：778日 - タイトル保持 連続日数：1826日 | - タイトル七冠 連続日数：393日（竜王・名人・王位・王座・棋王・王将・棋聖） - 竜王・名人 連続日数：778日 - タイトル保持 連続日数：1826日 | - タイトル七冠 連続日数：393日（竜王・名人・王位・王座・棋王・王将・棋聖） - 竜王・名人 連続日数：778日 - タイトル保持 連続日数：1826日 |          |

※肩書は日本将棋連盟ウェブサイトの表記に準拠

### 将棋以外の肩書等
- 日本鉄道賞表彰選考委員（国土交通省、2024年- ）[521]

## 出演

### テレビ
- クローズアップ現代+（NHK総合）
  - 「最年少VS.最年長 〜"天才"少年棋士 鮮烈デビュー〜」（2017年1月16日放送）[522][523]
  - 「14歳棋士・知られざる偉業への道 ～歴代最多28連勝・藤井聡太～」（2017年6月21日放送）[524][525]
  - 「藤井聡太七段 知られざる苦悩と進化」（2020年7月9日放送）[526]
  - 「最年少名人・七冠 藤井聡太の強さに迫る」（2023年6月5日放送）[309]
- 東海テレビ制作のドキュメンタリーシリーズ
  - ドキュメンタリー「藤井聡太14才～3年間の棋譜～」（東海テレビ制作・フジテレビ系列、2017年6月23日放送）[61][527]
  - 「東海テレビ開局60周年記念 藤井聡太15才」（東海テレビ制作、2018年1月7日放送）[528]
  - ドキュメンタリー「藤井聡太17才」（東海テレビ制作、2020年7月19日放送）[529]
  - ドキュメンタリー「新春スペシャル 藤井聡太18才」（東海テレビ制作、2021年1月2日放送）[530]
  - ドキュメンタリー「新春スペシャル 藤井聡太19才」（東海テレビ制作、2022年1月3日放送）[531]
  - 「東海テレビ開局65周年記念 藤井聡太20才」（東海テレビ制作、2023年1月2日放送）[532]
  - 特別番組「藤井聡太八冠」（東海テレビ制作、2023年10月13日放送）[533]
  - 「東海テレビ開局65周年記念 新春スペシャル 藤井聡太21才」（東海テレビ制作、2024年1月1日放送）[534]
  - 新春スペシャル「藤井聡太とかまいたち」（東海テレビ制作、2025年1月2日放送）[535]
- NHKスペシャル（NHK総合）
  - 「徹底解剖 藤井聡太 〜"進化"する14歳〜」（2017年7月8日放送）[536][537]
  - 「天才棋士 15歳の苦闘 独占密着 藤井聡太」（NHK名古屋製作、2017年10月8日放送）[536][538]
  - 「藤井聡太二冠　新たな盤上の物語」（2020年9月20日放送）[539]
  - 「四冠誕生 藤井聡太 激闘200時間」（2021年12月12日放送）[540]
  - 「藤井聡太 VS. 伊藤匠 AI時代 将棋の新たな地平（2024年9月8日放送）[541]
- 将棋スペシャル「棋士・藤井聡太 取材ノート」（囲碁・将棋チャンネル、2017年7月29日放送）[542]
- BS1スペシャル「伝説の棋士へ〜藤井聡太 デビューから1年〜」（NHK BS1、2017年12月24日放送）[543]
- 「藤井聡太 驚異の強さ!〜史上最年少タイトル獲得〜」（NHK Eテレ、2020年8月22日放送）[544]
- 徹子の部屋 2時間SP（テレビ朝日、2024年2月23日放送）[545]

### インターネットテレビ
- 藤井聡太四段 炎の七番勝負 〜New Generation Story〜（AbemaTV 将棋チャンネル、2017年3月12日 - 4月23日）[546][547]
- 第零期獅子王戦（ニコニコ動画、2017年3月26日）[548]
- 若手VSトップ棋士 魂の七番勝負 第三局（AbemaTV 将棋チャンネル、2017年10月14日）[549]

### ゲーム
- 棋士・藤井聡太の将棋トレーニング（監修、2020年3月5日発売、ゲームスタジオ、Nintendo Switch用ソフト）[550][551]

### CM・広告
- 原宿警察署 振り込め詐欺啓蒙ポスター（2018年9月）[552]
- 不二家 ONチョコレート・OFFチョコレート「藤井聡太のON/OFF」篇（2021年3月2日 - ）[553]
- サントリーフーズ「伊右衛門」（2021年3月10日 - ）「藤井聡太 こころが整う」篇（2021年3月 - ）[554]
- 日本AMD（2022年9月 - ）[366][555]
- 読売新聞「竜王戦七番勝負」（2022年10月・2023年10月） - 藤井の竜王獲得翌年よりテレビCMの放送を開始。挑戦者と共演[556][557]。
- 東海東京フィナンシャル・ホールディングス (2023年12月 - )[558]
- 富士フイルム「お正月を写そう♪」（2023年12月 - ）※羽生善治、横浜流星、広瀬すずと共演[559]。
- 中部電力 (2024年 - )[560]
- 名古屋鉄道瀬戸線「将棋とれいん」（2024年3月）[561]

### 藤井聡太を演じた俳優
- 鈴木福 - ドラマ『うつ病九段』（2020年、原作：先崎学）[562][563]